# Mosaikkarte von Madaba

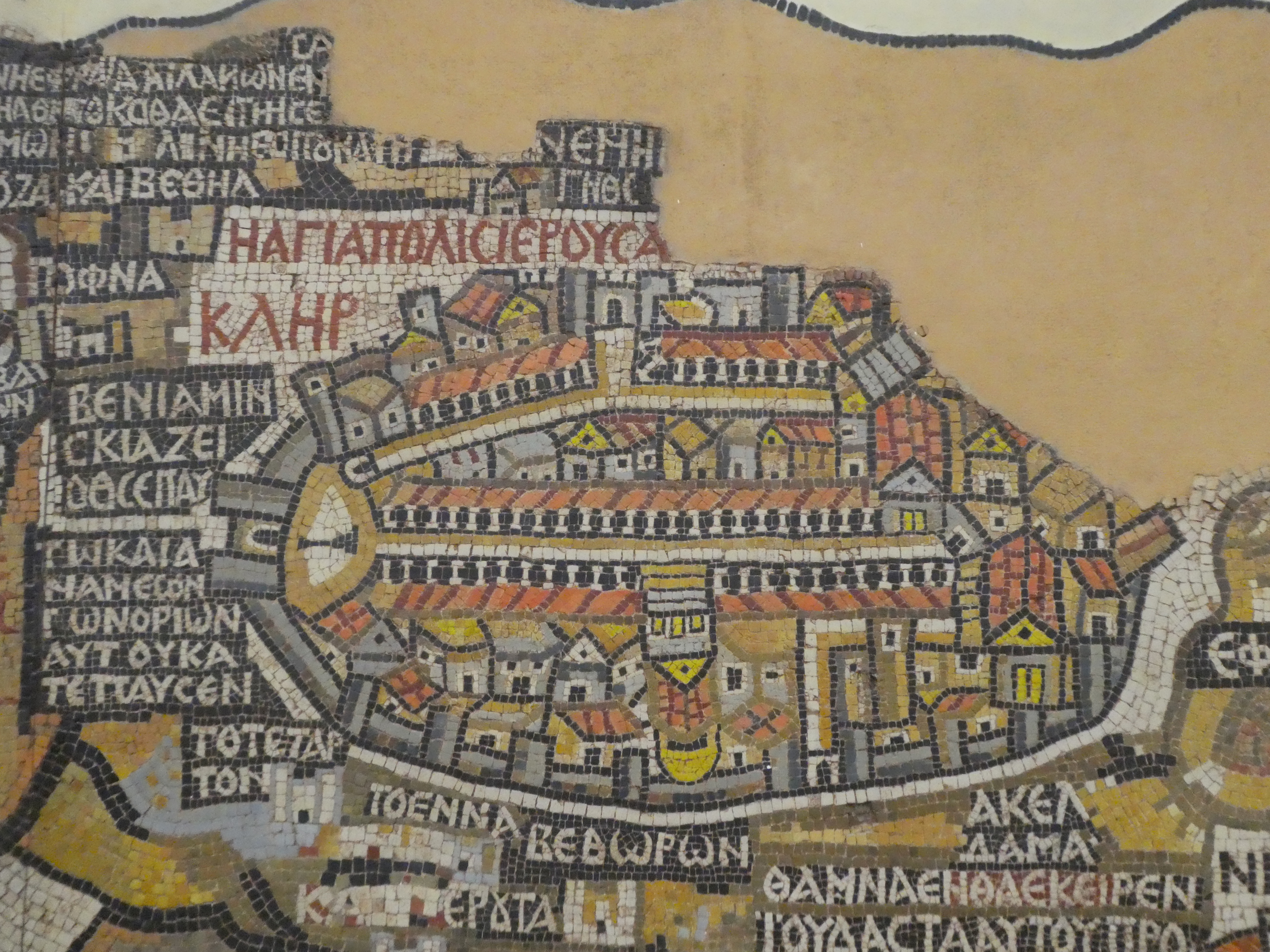
Stadtvignette von Jerusalem

Die Mosaikkarte von Madaba (auch Madaba-Mosaik oder Madabakarte) ist ein fragmentarisch erhaltenes spätantik-frühbyzantinisches Bodenmosaik in der modernen griechisch-orthodoxen St.-Georgs-Kirche in Madaba (Jordanien). Das Madaba-Mosaik ist die älteste im Original erhaltene kartografische Darstellung Palästinas beiderseits des Jordans und Unterägyptens. Sie wurde nach 542, möglicherweise während der Regierungszeit Kaiser Justinians († 565), angefertigt.
Bekannt ist die Madabakarte für ihre detailreiche Darstellung der Stadt Jerusalem mit Mauern, Toren, Hauptstraßen und Kirchen. Auch andere Städte, beispielsweise Aschkelon und Gaza, sind ähnlich detailliert behandelt. Die Madabakarte enthält einige Informationen zum Wirtschaftsleben: In der Gegend von Jericho werden Datteln und Balsam angebaut, und Transportschiffe sind auf dem Toten Meer unterwegs. Vor allem ist der Pilgertourismus für Palästina im 6. Jahrhundert ein wichtiger Wirtschaftsfaktor. Die Karte ist mit meist biblischen Pilgerzielen versehen, ergänzt durch die Stationen der Überlandstraßen, durch die sie erschlossen wurden.
Eine steingetreue Kopie der Madabakarte befindet sich in der Abgusssammlung der Universität Göttingen. In diesem Artikel werden die Details des Madabamosaiks anhand von Fotos dieser Kopie vorgestellt.

## Entdeckung und Publikation

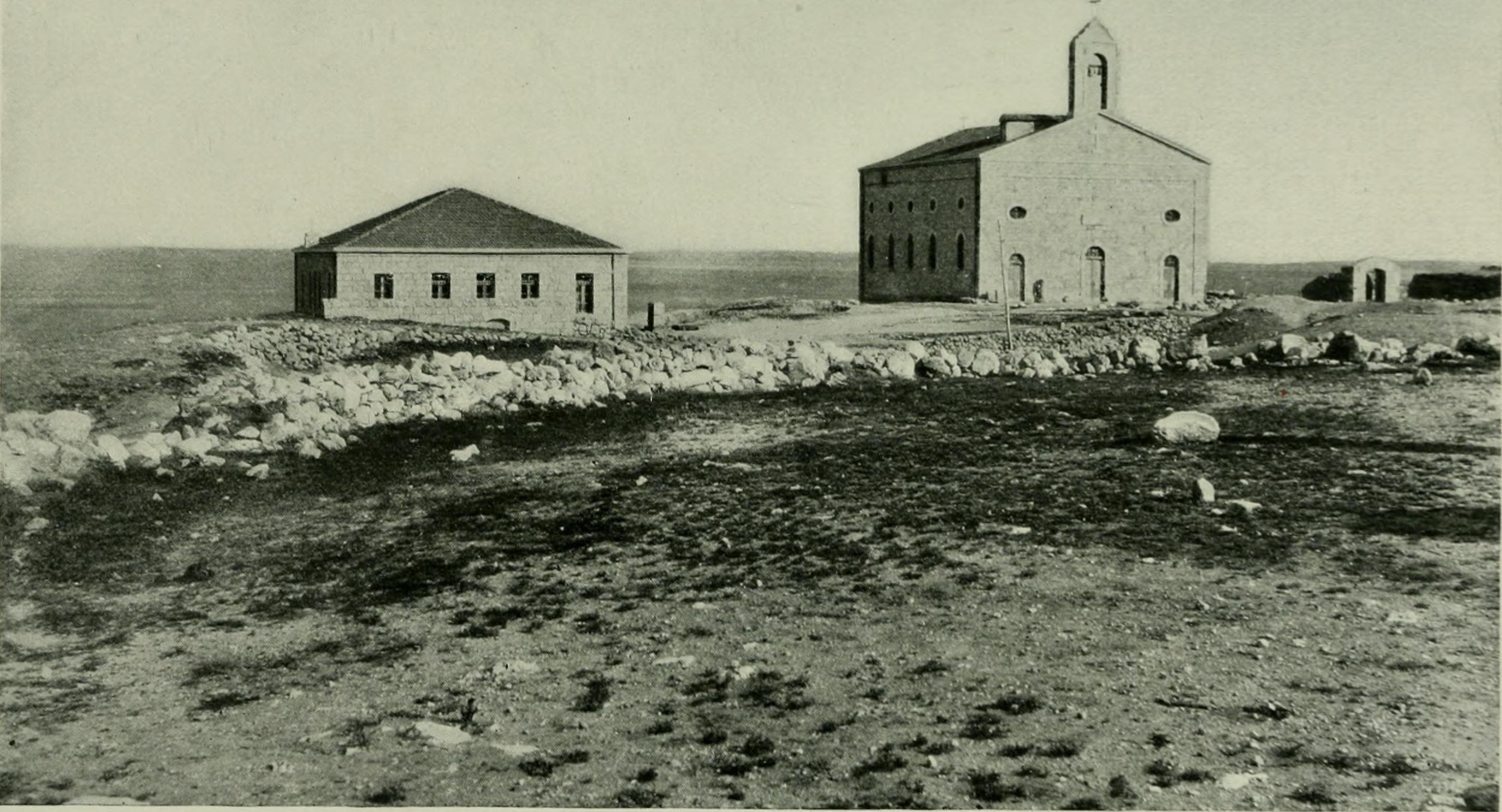
St.-Georgskirche und Priesterhaus in Madaba (1905)

Orthodoxe arabische Christen aus al-Karak verließen aufgrund eines lokalen Konflikts in den 1880er Jahren ihre Heimatstadt. Sie richteten eine Petition an die osmanische Regierung in Istanbul, in der sie darum baten, sich auf dem großen Siedlungshügel der byzantinischen Stadt Madaba neu ansiedeln zu dürfen. Die osmanischen Behörden machten ihnen zur Auflage, Kirchenbauten nur dort zu errichten, wo bereits vor Jahrhunderten eine Kirche gestanden hatte. Daher wurde auf dem Gelände der spätantiken und byzantinischen Stadt Madaba gezielt nach den Grundmauern von Kirchen gesucht.
Im Jahr 1884 wurde der griechisch-orthodoxe Patriarch von Jerusalem, Nikodemos I., über die Auffindung des Bodenmosaiks beim Neubau der St.-Georgs-Kirche informiert; Reaktionen sind nicht dokumentiert. 1897 sah Kleopas M. Koikylides, der Bibliothekar des Patriarchates, das Mosaik in der mittlerweile fertiggestellten Kirche in Madaba und erkannte seine Bedeutung. Seine Publikation machte die Fachwelt auf die Mosaikkarte aufmerksam. Koikylides veröffentlichte eine schematische Zeichnung der Mosaikkarte. Spätere Besucher taten es ihm gleich. Der Deutsche Verein zur Erforschung Palästinas beauftragte 1901 den Jerusalemer Architekten Paul Palmer mit einer genauen Reproduktion. Palmer fertigte die kolorierte Zeichnung 1902 an; der Vereinsvorsitzende Hermann Guthe veröffentlichte sie als farbiges Tafelwerk 1906. Damit wurde ein neuer Qualitätsstandard erreicht. Palmers Zeichnung war für Jahrzehnte die Grundlage für die Literatur zur Madabakarte. Noch Michael Avi-Yonah legte sie 1954 seiner Publikation über die Madabakarte zugrunde.
Nach der Restaurierung der Madabakarte 1965 veröffentlichten Herbert Donner und Heinz Cüppers 1977 einen Tafelband, der die Mosaikkarte mit Fotos dokumentiert. Darauf sind auch die Randbereiche zu sehen, die zu Palmers Zeit mit Zement überstrichen waren und von ihm deshalb nicht gezeichnet wurden. Eine fotografische Gesamtaufnahme des Mosaiks anstelle von Palmers Zeichnung existiert nicht. Wie man auch den Standort wählt, stets werden Teile des Mosaiks von den modernen Pfeilern verdeckt.

## Beschreibung

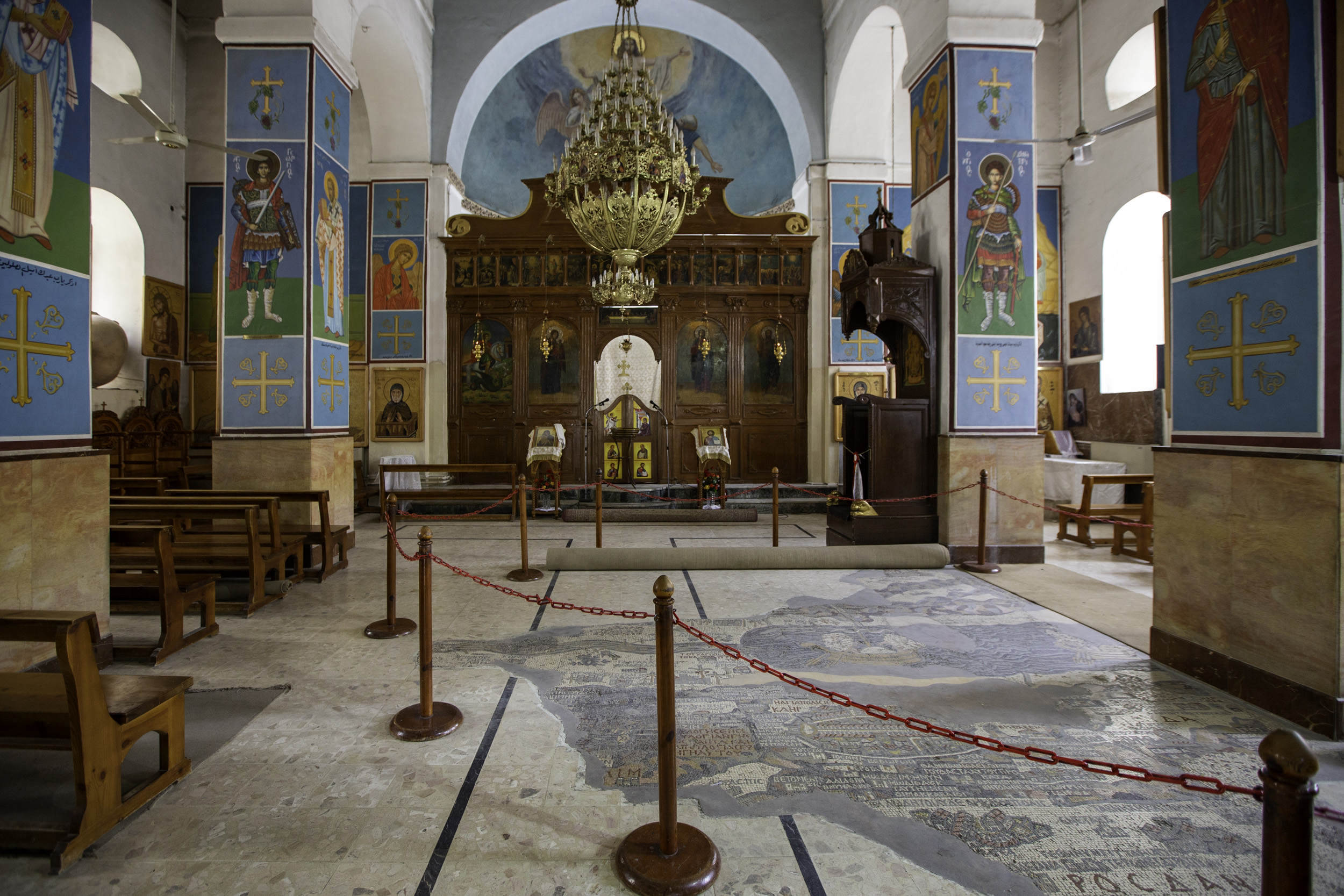
Innenraum der St.-Georgs-Kirche mit Mosaikfußboden in situ (2013)

Die 1896 fertiggestellte griechisch-orthodoxe St.-Georgs-Kirche in Madaba wurde auf den Fundamenten einer frühbyzantinischen Vorgängerkirche errichtet. Die heutige Raumsituation entspricht weitgehend, bis auf die Pfeilerstellung, der Vorgängerkirche, die allerdings größer war. Das Bodenmosaik war ein querrechteckiges Bildfeld vor dem Altarraum. Es maß ursprünglich etwa 24 m×6 m und nahm die ganze Breite des Kirchenschiffs ein.
Auf der Mosaikkarte von Madaba wurde ursprünglich ein Gebiet vom Libanon im Norden bis zum Nildelta im Süden und vom Mittelmeer im Westen bis zur Arabischen Wüste im Osten dargestellt. Der Betrachter blickt in Richtung Osten, das heißt von einem imaginären Ort hoch über dem Mittelmeer über Jerusalem und den Jordan hinweg auf das Ostjordanland, wo sich Madaba befindet. Die Mosaikkarte ist nicht genordet, sondern geostet und stimmt darin mit der Orientierung des Kirchenraums überein.
Die Großtopografie, die im gegenwärtigen fragmentarischen Zustand nicht mehr gut nachvollziehbar ist, dürfte den Konventionen spätantiker Tafelwerke entsprochen haben: Wulstartig dargestellte Gebirgszüge in Brauntönen gliedern im Verbund mit Flussläufen, Seen und Küstenlinien (blau) die Landschaft. In diese Grundstruktur sind zahlreiche Einzelinformationen eingetragen. Alle naturräumlichen Einheiten sind – in scriptio continua – mit Erläuterungen in griechischer Sprache beschriftet, die sich zumeist auf das Alte Testament beziehen.
In einer Kombination von Klapp-Perspektive und vogelschauartiger Darstellung sind ungefähr 150 Städte und Dörfer auf der Mosaikkarte abgebildet und benannt. Die Topografie wurde durch diese Vielzahl von Detailinformationen sehr unruhig. Eine Anzahl von großen Stadtvignetten wirkt dem entgegen und erleichtert die Orientierung: vor allem Jerusalem, aber auch Neapolis, Pelusium, Charachmoba, Askalon und Gaza werden als Zentren städtischen Lebens hervorgehoben. Die Bildtradition der Stadtvignetten stammt aus spätantiken Städtetafeln (vergleiche die Bebilderung der Notitia dignitatum). Mit wenigen Ausnahmen sind Kirchen durch rote Dächer gekennzeichnet, Paläste und Wohnbauten haben gelblich-graue Dächer, und Plätze sind durch braune Farbe erkennbar.
Erhalten ist ein zusammenhängendes Fragment von etwa 15,70 m×5,60 m; das entspricht etwa 25 Prozent der ursprünglichen Karte. Hinzu kommen zwei Fragmente im nördlichen Seitenschiff:
- Fragment A zeigt einen Ort mit Kirche, der durch die Inschrift ΑΓΒΑΡѠ[Ν] Agbarō[n] bezeugte byzantinische Ortsname ist wahrscheinlich mit ʿAkbara in Obergaliläa zu identifizieren.
- Fragment B, das etwa 1,25 m×0,5 m misst, wurde erstmals 1897 von Eugène Germer-Durand beschrieben.[12] Zu seiner Zeit war noch ein Teil des Mittelmeeres mit einem Schiff erkennbar. 1965 war das Fragment kleiner und zeigte nur Bergketten, zwei unidentifizierbare unvollständige Ortsnamen und den Segen über den Stamm Sebulon (Gen 49,13 LUT im Wortlaut der Septuaginta). Während dieses Stammesgebiet historisch gesehen in Untergaliläa zu suchen ist, hat es der byzantinische Mosaizist in den heutigen Libanon ausgedehnt.[13]

Im Folgenden wird die Einteilung der Mosaikkarte in zehn Tafeln zugrunde gelegt, wie sie Paul Palmer vorgenommen hatte (siehe Foto).
Obere Reihe:
- Tafel I: Jordan
- Tafel II: Einmündung des Jordans ins Tote Meer
- Tafel III: Mittleres Totes Meer und ostjordanisches Bergland mit Charachmoba (al-Karak)
- Tafel IV: Südende des Toten Meeres
- Tafel V: (nur Teile von Inschriften)

Untere Reihe:
- Tafel VI: Neapolis (Nablus) und Umgebung
- Tafel VII: Jerusalem und Umgebung
- Tafel VIII: Wüste Juda mit Philippus-, Zacharias- und Abrahamsheiligtümern; Aschkalon
- Tafel IX: Gaza und Umgebung
- Tafel X: Unterägypten

### Jerusalem und Umgebung (Tafel VII)
Das größte und detailreichste Element der topografischen Darstellung ist „die heilige Stadt Jerusalem“ (altgriechisch Η ΑΓΙΑ ΠΟΛΙϹ ΙΕΡΟΥϹΑ[ΛΗΜ] hē hagía pólis Ierousa[lḗm]) im Zentrum der Karte. Die Stadtvignette Jerusalems lag auf der Raumachse der Kirche. Der auf dem Fragment nicht erhaltene Ort Madaba lag auf der Verlängerung dieser Achse und unmittelbar vor dem Bema. Jerusalem als Mittelpunkt der Welt ist auch das Zentrum der Madabakarte. In Jerusalem wurde nicht die Grabeskirche, sondern der Fuß der Säule am Damaskustor als zentraler Punkt der Karte gewählt.

#### Mauern und Tore
Jerusalem ist in seinen Stadtmauern als Oval dargestellt. Von einem fiktiven Standort hoch im Westen blickt der Betrachter „perspektivisch“ auf Jerusalem hinab: die Westmauer sieht er von der Außenseite, die Ostmauer von der Innenseite. Dargestellt ist die spätantik-byzantinische Stadtmauer Jerusalems. Nach verbreiteter Datierung wurde sie in den 440er Jahren unter Kaiserin Aelia Eudocia fertiggestellt. Im Gegensatz zur heutigen, 1517 unter Sultan Süleyman I. errichteten Stadtmauer Jerusalems umschloss die byzantinische Stadtmauer auch den Südwesthügel (Zionsberg) und den Südosthügel (mit dem Siloahteich an seinem Fuß). Dagegen wird auch die Meinung vertreten, dass Jerusalem in der Spätantike eine offene Stadt blieb. In diesem Fall liefert die Jerusalem-Vignette einen Terminus ante quem für die Erbauung der byzantinischen Stadtmauer, da dieser Mauerring auf dem Mosaik dargestellt ist.
Es gibt im Mauerring Jerusalems 19 Türme und mehrere Stadttore. Entsprechend antiker und mittelalterlicher Tradition ist das nördliche Stadttor besonders hervorgehoben. Das Nordtor, das heutige Damaskustor, hieß in byzantinischer Zeit Stephanustor. Auf dem stadtseitigen Torplatz befand sich eine wahrscheinlich aus der Zeit des Kaisers Hadrian stammende Säule, die jetzt als „Symbol des Weltenzentrums“ interpretiert wurde und deshalb den geografischen Bezugspunkt der Madabakarte bildet. Im Uhrzeigersinn vom Damaskustor weitergehend, erkennt man im Mauerring zwei kleinere Tore: das Löwentor (in byzantinischer Zeit: Osttor) und das Goldene Tor. Der südliche Teil der Stadtmauer ist auf dem Mosaikfragment nicht mehr enthalten. An der Westseite Jerusalems, das heißt vom Kirchenschiff aus gesehen vorn, erkennt man ein unauffälliges Tor, das dem heutigen Jaffator entspricht und in byzantinischer Zeit Davidstor hieß.

#### Straßen

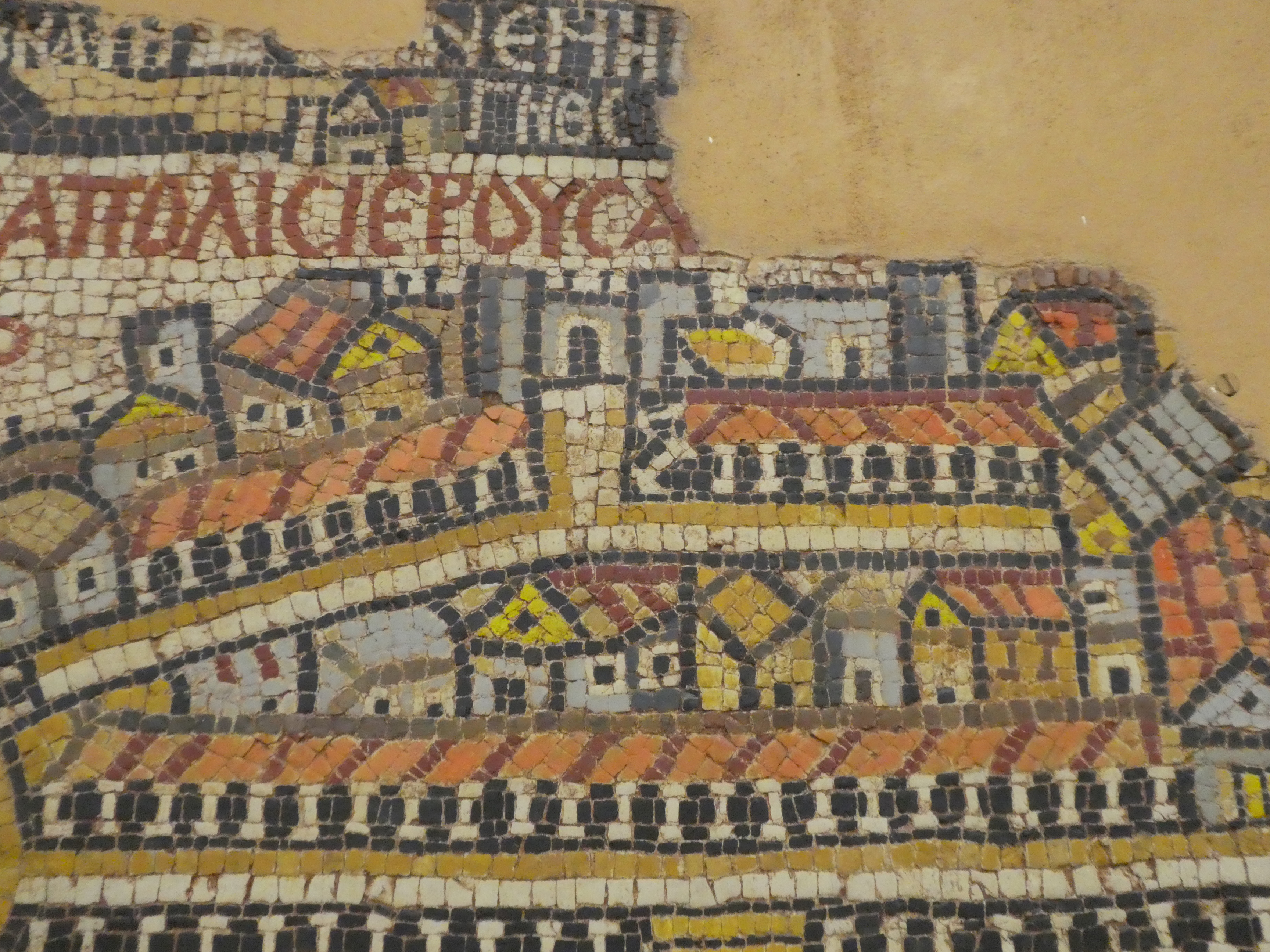
Unten der Cardo Maximus, darüber bogenförmig der Cardo Secundus mit Straße zum Löwentor

Die Hauptstraßen des byzantinischen Jerusalem sind durch die Farbe Weiß hervorgehoben. Das Oval der Stadt wird horizontal geteilt durch den spätantiken Cardo Maximus (= Suq Chan ez-Zeit) mit überdachten Säulengängen auf beiden Straßenseiten. Die Treppen der konstantinischen Grabeskirche unterbrechen die Kolonnaden der Westseite.
Vom Säulenplatz am Damaskustor geht der Cardo secundus (= Tariq al-Wad) ab, welcher durch das innerstädtische Tal im Osten Jerusalems verläuft. Er besitzt ebenfalls überdachte Säulengänge, die aber nur auf der östlichen (hinteren) Straßenseite dargestellt sind. Die Straße vom Cardo secundus zum Löwentor ist heute bekannt als Beginn der Via Dolorosa, eines innerstädtischen Pilgerwegs, den es in frühbyzantinischer Zeit noch nicht gab.
Der spätantike Decumanus ist ohne Kolonnaden dargestellt. Er geht vom Jaffator aus und scheint auf der Madabakarte an der Kreuzung mit dem Cardo Maximus zu enden, was nicht der Realität entspricht und wohl dem Platzmangel des Mosaizisten geschuldet ist.

#### Kirchen und Pilgerziele

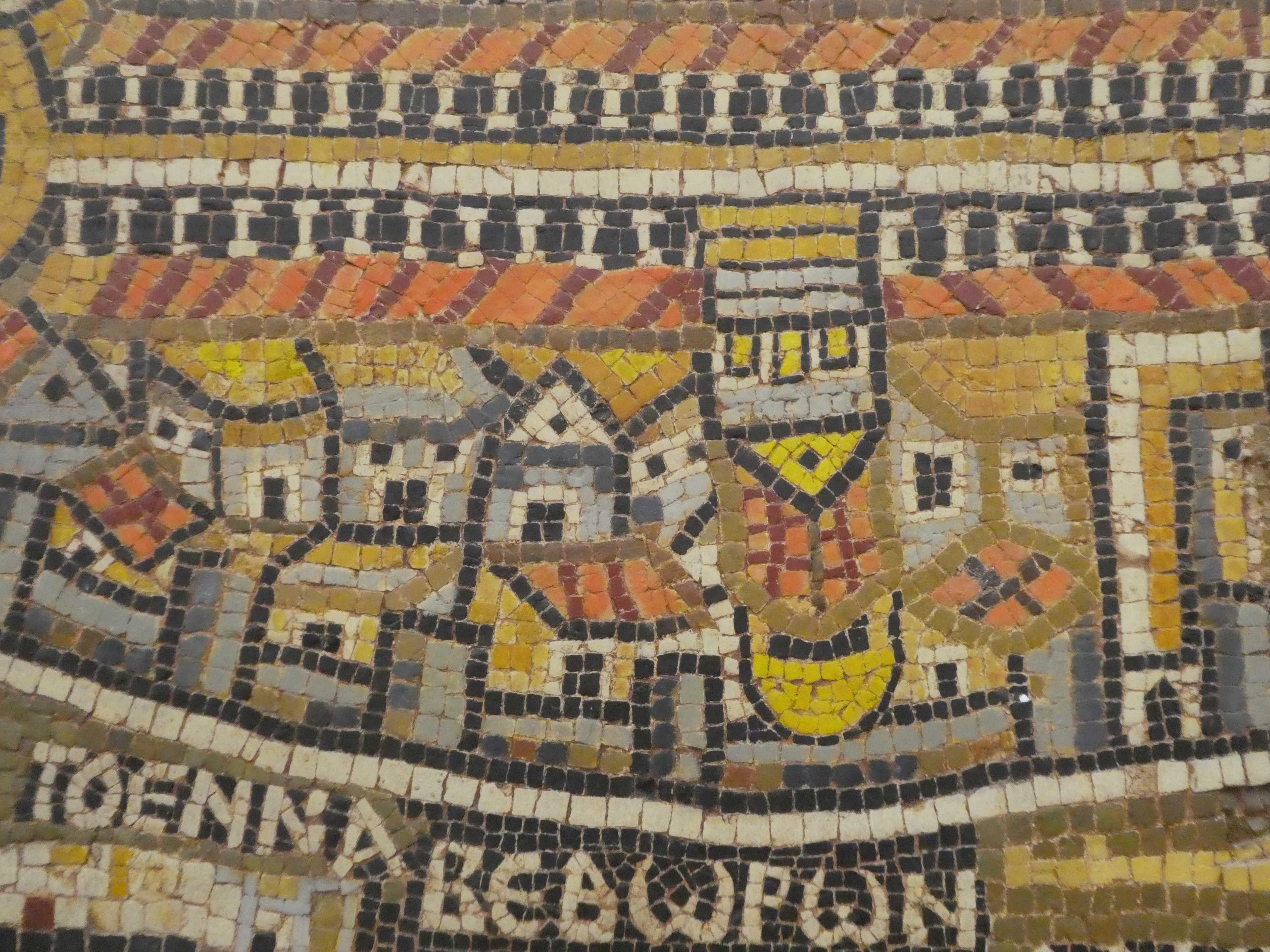
Cardo Maximus mit Kolonnaden, Grabeskirche

In der Mitte der Stadt befindet sich die Grabeskirche, die vom Kirchenschiff aus gesehen auf dem Kopf steht. Das ergab sich dadurch, dass der Mosaizist den Cardo Maximus in seiner ganzen Pracht und deshalb mit den Kolonnaden an beiden Seiten darstellen wollte. Die Hauptstraße wurde sozusagen „aufgeklappt“, und die westlichen Kolonnaden stehen auf dem Kopf. Die Treppe, die zu den Propyläen der Grabeskirche führt, unterbricht die Westkolonnaden; daher steht die Kirche ebenfalls auf dem Kopf.
Die bedeutendste Kirche der Christenheit ist detailliert dargestellt. Es handelt sich um eine für die konstantinische Kirchenarchitektur kennzeichnende Hintereinanderanordnung von umfangenden und überfangenden Räumen. Vom Cardo aus trat der Besucher durch Propyläen und Atrium in die Basilika, auf der Karte mit Dach und Giebel dargestellt, und gelangte über ein weiteres Atrium zur Heilig-Grab-Ädikula im Zentrum der konstantinischen Anastasis-Rotunde, auf der Karte als gelbe (vergoldete) Kuppel dargestellt.
Auf der Südseite der Grabeskirche befand sich ein aus den Quellen nur schlecht dokumentiertes Nebengebäude, das als Baptisterium gedeutet wird. Auf der Mosaikkarte ist es ein Haus mit Flachdach, zwei Türen und einem Fenster. Westlich schließt sich ein rautenförmiger Platz an, vielleicht das Forum der spätantiken Stadt. Nördlich der Grabeskirche werden auf der Mosaikkarte nahe am Cardo Maximus drei Wohngebäude versuchsweise mit dem Palast des Jerusalemer Patriarchen, dem Haus der Kleriker und dem Gästehaus des Patriarchats identifiziert.
Von den zahlreichen Kirchen und Pilgerzielen Jerusalems werden im Folgenden nur die großen und sicher identifizierten genannt. Sie befinden sich im Süden der Stadt:

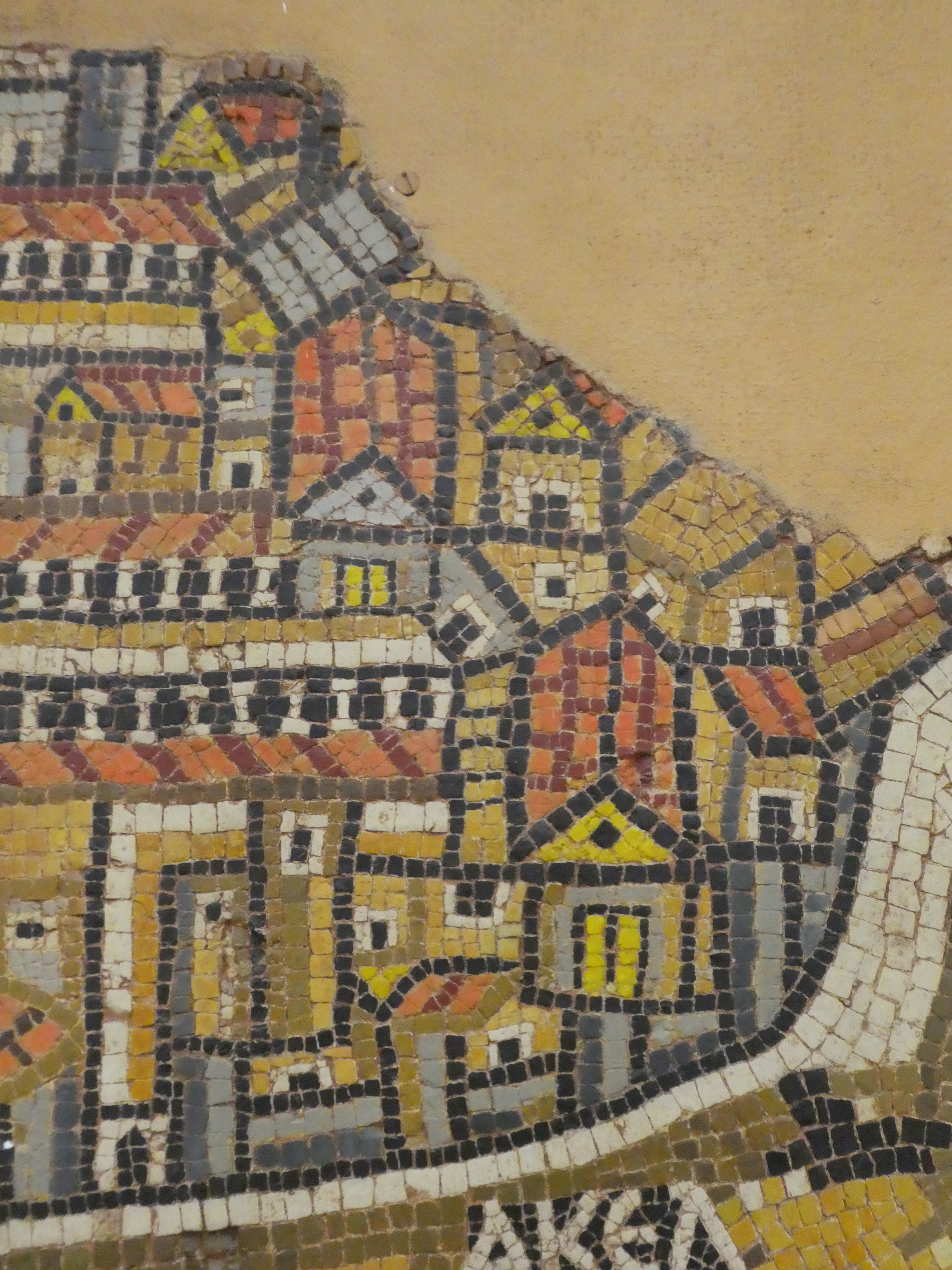
Nea-Theotokos-Kirche, Basilika auf dem Zionsberg

- Die große Basilika im Südosten, die mit ihrer Giebelwand direkt an den Cardo Maximus grenzt, ist die unter Kaiser Justinian erbaute Nea-Theotokos-Kirche. Sie ist durch ein gelbes (vergoldetes) Doppelportal ausgezeichnet.
- Die etwas kleinere Kirche rechts daneben mit gelbem (vergoldeten) Giebel ist die Pilgerkirche, die an die Heilung des Blindgeborenen durch Jesus erinnerte.[29] Im Hof vor ihrem Eingang ist die Siloah-Quelle als schwarzes, weiß gefasstes Quadrat zu sehen. An der Längsseite dieser Pilgerkirche schließt sich der Teich von Siloah als Freiluftanlage an. Max Küchler charakterisiert den gesamten Komplex im 6. Jahrhundert als „religiös-weltliche Heilbadanlage.“[30]
- Die dominierende Kirche im Südwesten Jerusalems ist die Basilika auf dem Zionsberg. Sie trug den Ehrentitel „Mutter aller Kirchen“ und hatte nach der Grabeskirche den zweithöchsten Rang. Hier wurde nämlich das Obergemach lokalisiert, in dem der Apostelgeschichte zufolge das Pfingstereignis stattgefunden hatte. Auf der Madabakarte ist diese große Kirche mit einem gelben (vergoldeten) Doppelportal und Giebelfeld dargestellt; im Süden schließt sich (mit rotem Dach) das Diakonikon an, dessen Beziehung zu den heutigen Pilgerzielen Davidsgrab und Abendmahlssaal unklar ist.[31]

Unverhältnismäßig kleiner ist der Tempelberg im Südosten dargestellt, was seiner geringen Bedeutung in der byzantinischen Stadt entspricht. Ein in drei Streifen geteiltes Rechteck am Südende des Cardo secundus auf der Madabakarte schlägt Herbert Donner als die große Freitreppe vor, die von Süden auf die Esplanade des Tempelplatzes führte. Michael Avi-Yonah dagegen hält diese Struktur für „die früheste erhaltene Darstellung der West- oder Klagemauer.“

#### Vor den Toren Jerusalems
Oberhalb der Jerusalem-Vignette ist das christliche Pilgerziel Gethsemane (ΓΗΘϹ[ΙΜΑΝΗ] Gēths[imanē]) als kleiner Kirchenbau dargestellt.

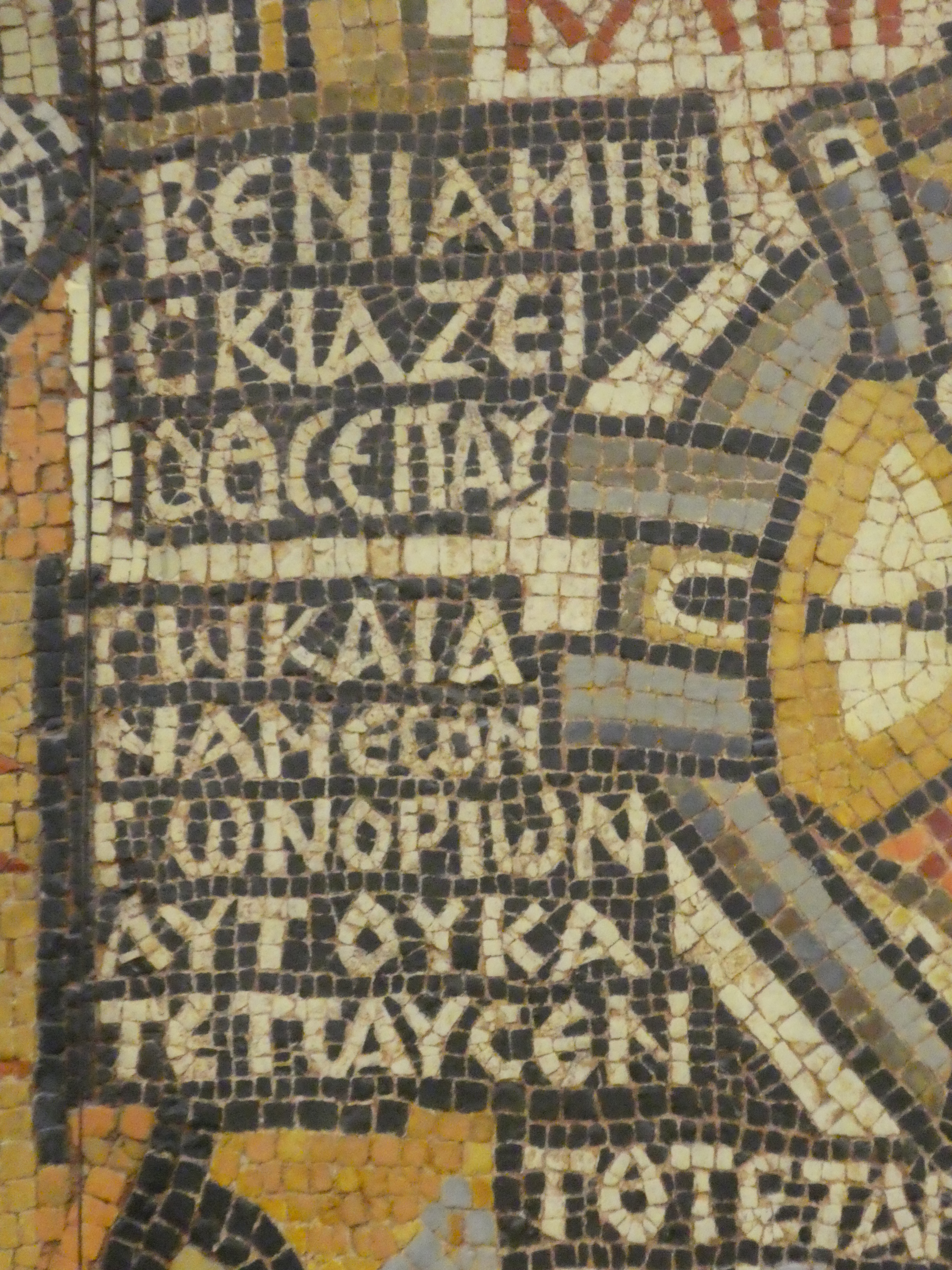
Segen über Benjamin; rechts das Damaskustor, von dem die Überlandstraße nach Neapolis (Nablus) ausgeht

Links der Jerusalem-Vignette ist der Segensspruch über den Stamm Benjamin Dtn 33,12  im Wortlaut der Septuaginta zu lesen. Der Septuaginta-Übersetzer hatte nicht erkannt, dass „Schultern“ in der hebräischen Vorlage eine poetische Bezeichnung für Berghänge war; die Madabakarte korrigierte die Septuaginta mit: „Benjamin, Gott schützt ihn, und er wohnt zwischen seinen Bergen.“
Als einzige Überlandstraße ist die vom Damaskustor ausgehende Straße nach Neapolis (Nablus) durch weiße Tesserae markiert. Eine weitere Straße ist anhand ihrer Meilensteine erkennbar: Unterhalb (das heißt westlich) von Jerusalem sind „der vierte Meilenstein“ (ΤΟ ΤΕΤΑΡΤΟΝ tó tétarton) und „der neunte Meilenstein“ (ΤΟ ΕΝΝΑ tó enná) eingetragen, zwei Stationen (mansiones, mutationes) auf der Straße von Jerusalem nach Nikopolis und Diospolis (Lydda). Weiter südlich folgt ebenfalls an dieser Straße der Ort Bethoron (ΒΕΘѠΡΟΝ) mit der in der Bibel mehrfach genannten „Steige von Bethoron“; diese ist vielleicht durch die schwarzen Tesserae unter dem Ortsnamen angedeutet.
Östlich von Bethoron befindet sich „Modeïm (ΜѠΔΕΕΙΜ), nun Moditha (ΜѠΔΙΘΑ), von wo die Makkabäer stammten.“ Die Formulierung stimmt fast vollständig mit dem Onomastikon des Eusebius von Caesarea überein. Dann folgt „Thamna (ΘΑΜΝΑ), wo Juda seine Schafe schor“ (Gen 38,12-13 ) und Akeldama (ΑΚΕΛΔΑΜΑ), das mit den 30 Silberlingen des Judas Iskariot gekaufte Friedhofsgelände (Mt 27,6-8 ), welches nach dem Onomastikon des Eusebius nahe beim Zionsberg lokalisiert ist.

### Neapolis (Nablus) und Umgebung (Tafel VI)

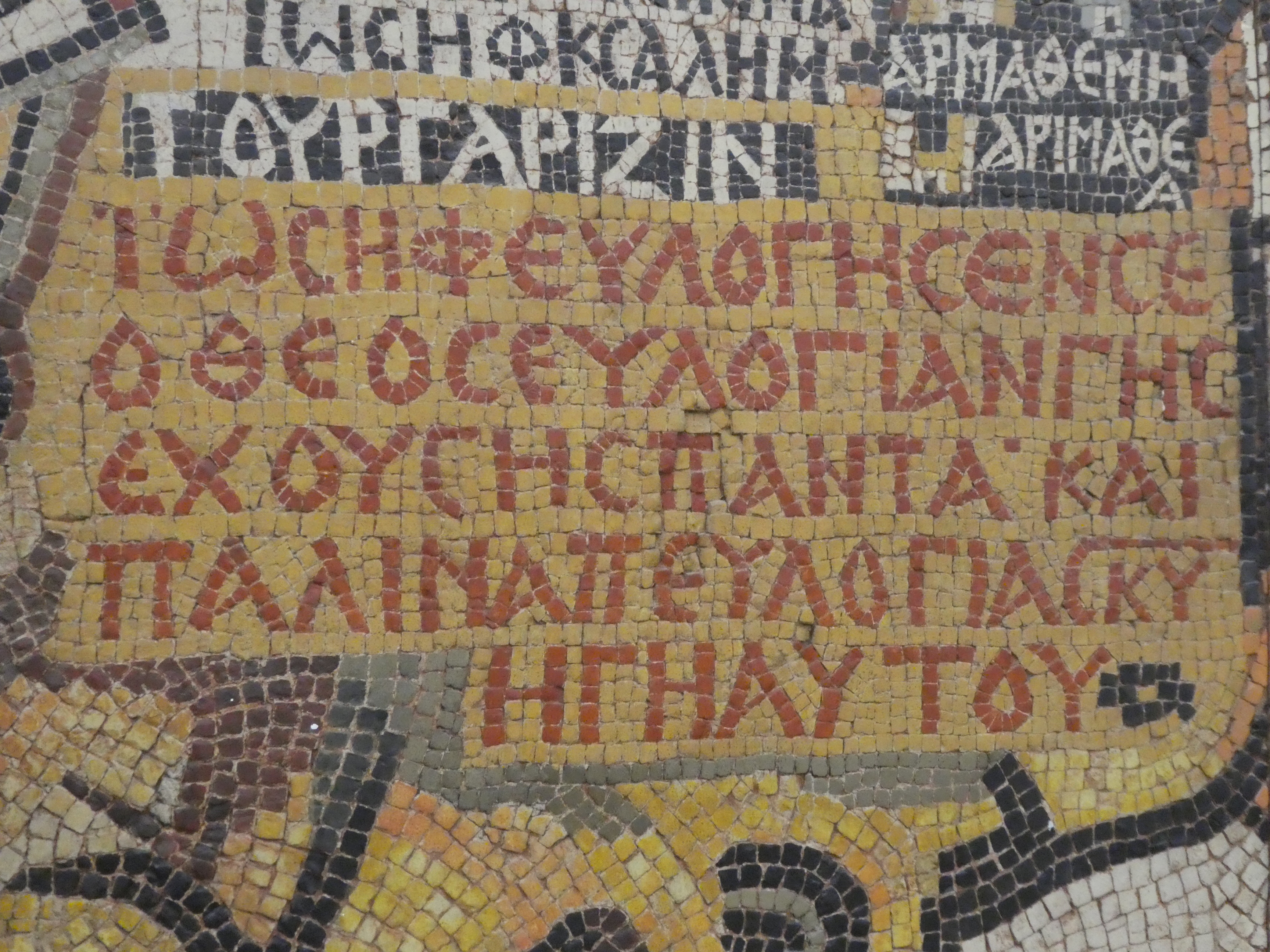
Segen über Josef

Zwischen Jerusalem und Neapolis befindet sich ein Schriftfeld mit roten Buchstaben auf braunem Grund als Montage von zwei Segenssprüchen über den Stamm Joseph im Wortlaut der Septuaginta:
- Gen 49,25 LUT (Jakobssegen): „Joseph, Gott hat dich gesegnet mit dem Segen der Erde, die alles hat.“
- Dtn 33,13 LUT (Mosesegen): „Und wiederum heißt es: Vom Segen des Herrn (lebt) seine Erde.“

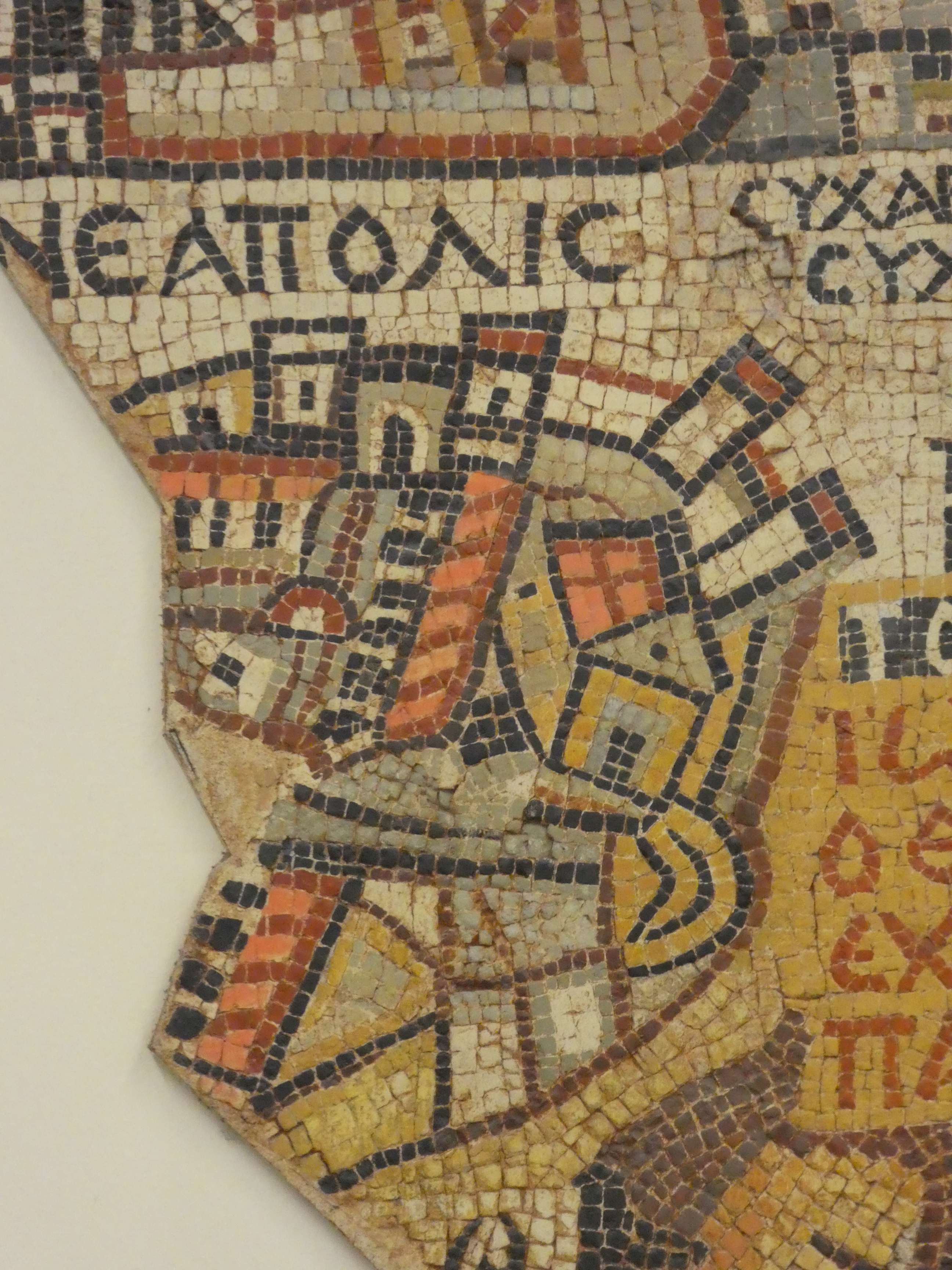
Stadtvignette von Neapolis

Neapolis (ΝΕΑΠΟΛΙϹ) war durch eine große Stadtvignette gekennzeichnet. Sie ist beschädigt und durch einen Brand schwarz verfärbt. Ein Segment der Stadtmauer mit mehreren Türmen ist erhalten. Vom Osttor verläuft eine kolonnadengesäumte Straße zum Westtor und kreuzt die Nord-Süd-Straße. Links der Kreuzung dieser beiden Hauptachsen steht ein kleines Gebäude mit einem von Säulen flankierten Eingang etwa auf dem Gelände der heutigen an-Naṣr-Moschee, vielleicht eine Thermenanlage. Eine auffällige halbkreisförmige Struktur am Südrand der Stadt war vielleicht ein Nymphaion. Für diese Interpretation sprechen die Befunde der modernen Ausgrabung von ʿAin Qaryun. Bei einer großen Basilika kann es sich um die Hauptkirche der Stadt handeln, die 484 bei einem Angriff von Samaritanern beschädigt wurde.
Die Berge Garizim und Ebal sind auf der Madabakarte zweimal dargestellt, weil es einander widersprechende jüdische und samaritanische Traditionen gab. Eusebius folgte in seinem Onomastikon der jüdischen Tradition und lokalisierte die beiden Berge östlich von Nablus, im Bergland nordwestlich von Jericho. In der Madabakarte sind sie als „Garizeim“ (ΓΑΡΙΖΕΙΜ) und „Gebal“ (ΓΕΒΑΛ) eingetragen. Die samaritanische Lokaltradition berücksichtigt der Mosaizist ebenfalls: Rechts der Stadtvignette von Neapolis befindet sich der „Berg Gobel“ (ΤΟΥΡ ΓѠΒΗΛ tour Gōbēl) mit dem Jakobsbrunnen an seinem Fuß, und der „Berg Garizin“ (ΤΟΥΡ ΓΑΡΙΖΙΝ tour Garizin) etwas weiter westlich.

### Jericho und das Jordantal (Tafeln I, II, VI)
Ein besonders gut erhaltenes Segment der Madabakarte zeigt das untere Jordantal mit der großen Oase Jericho (ΙΕΡΙΧѠ Ierichō) und mehreren christlichen Pilgerstätten. Die Darstellung ist aufgelockert durch Tier- und Pflanzendarstellungen. So sieht man am Ostufer einen Nubischen Steinbock, der von einer (durch Ikonoklasten unkenntlich gemachten) Großkatze, vermutlich einem Leoparden, gejagt wird. Im Jordan schwimmen Fische, davon schwimmt einer gegen den Strom zurück, um nicht ins Tote Meer zu geraten, in dem aufgrund des Salzgehalts keine Fische leben können.
Rings um Jericho, vereinzelt auch an anderen Orten, stehen mehrere Dattelpalmen. Beiderseits des Jordans hat der Mosaizist Sträucher dargestellt, die wegen der eiförmigen Fiederblätter versuchsweise mit Balsam (Commiphora gileadensis) identifiziert werden. Die Produktion von Datteln und Balsam machte seit der Antike den Reichtum dieser Gegend aus; der Balsamanbau endete durch den Niedergang der Plantagenwirtschaft in frühislamischer Zeit.
Jericho ist nicht durch eine Stadtvignette ausgezeichnet, sondern als mittelgroße Stadt mit Mauern, fünf Türmen und zwei Toren stilisiert; die Dächer von drei Kirchen im Stadtinneren lassen sich nicht bestimmten Kirchenbauten zuordnen.
Nördlich von Jericho liegt ein Quellheiligtum des alttestamentlichen Propheten Elischa (ΤΟ ΤΟΥ ΑΓΙΟΥ ΕΛΙϹΑΙΟΥ to tou hagiou Elisaiou). Die Elischa-Memorialkirche ist als von zwei Türmen flankierter Kuppelbau dargestellt.
Im Nordosten von Jericho ist eine biblische Stätte eingetragen, die Eusebius’ Onomastikon als Pilgerziel ausweist: „Gilgal (ΓΑΛΓΑΛΑ Galgala), das auch Zwölf Steine (heißt).“ Wie aus dem Onomastikon und aus Pilgerberichten bekannt ist, wurden dort die zwölf Steine gezeigt, die gemäß biblischer Darstellung (Jos 4,20 ) nach der Durchquerung des Jordans von den Israeliten aufgestellt wurden; sie sind auch auf der Madabakarte „in Gestalt einer zweischichtigen Mauer“ vor der Basilika enthalten.
Zur leichteren Überquerung des Jordans war im 6. Jahrhundert ein Fährbetrieb eingerichtet. Auf der Madabakarte sind Pfosten an beiden Ufern und in der Flussmitte eingerammt und durch ein Seil verbunden. Das kleine ruderlose Boot wird vom Fährmann am Seil über den Jordan gezogen. Am Westufer kontrolliert ein Militärposten auf einem Wachtturm mit Leiter den Fährverkehr.
An der Einmündung des Jordans ins Tote Meer wurde seit Beginn des Pilgerbetriebs im 4. Jahrhundert die Stätte der Taufe Jesu lokalisiert. Hier konkurrierte ein Taufort am Ostufer mit einem von Jerusalem und Bethlehem aus bequemer erreichbaren am Westufer. Die Madabakarte zeigt, dass sich im 6. Jahrhundert die Westufer-Tradition weitgehend durchgesetzt hatte. Dort ist eine Kirche mit roter Beschriftung hervorgehoben: „Bethabara (ΒΕΘΑΒΑΡΑ Bethabara), die (Kirche) der Taufe des heiligen Johannes“. Am Ostufer bezeichnet das Mosaik eine Grotte oder Quelle und den Ort Ainon (ΑΙΝѠΝ Ainōn) mit der Erläuterung „dort (ist) jetzt der Weidenbaum (Ο ϹΑΠϹΑΦΑϹ ho sapsaphãs).“ Das ist eine Anspielung auf das Kloster Sapsas im Wadi el-Ḥarrar, welches die Erinnerung an Johannes den Täufer und den Propheten Elija pflegte. Klosteranlagen sind auf der Mosaikkarte nicht dargestellt.

Jordantal
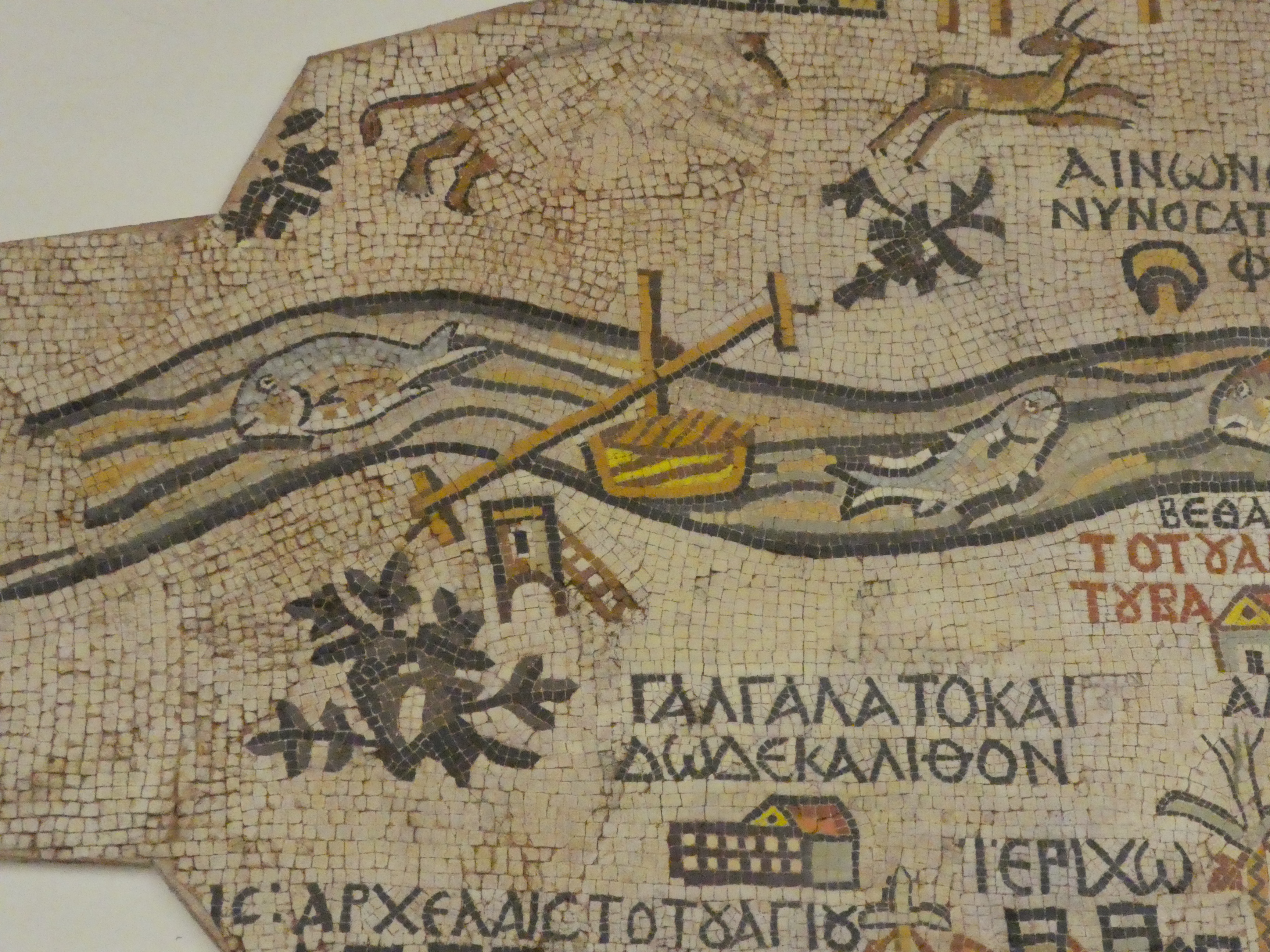
Jordantal
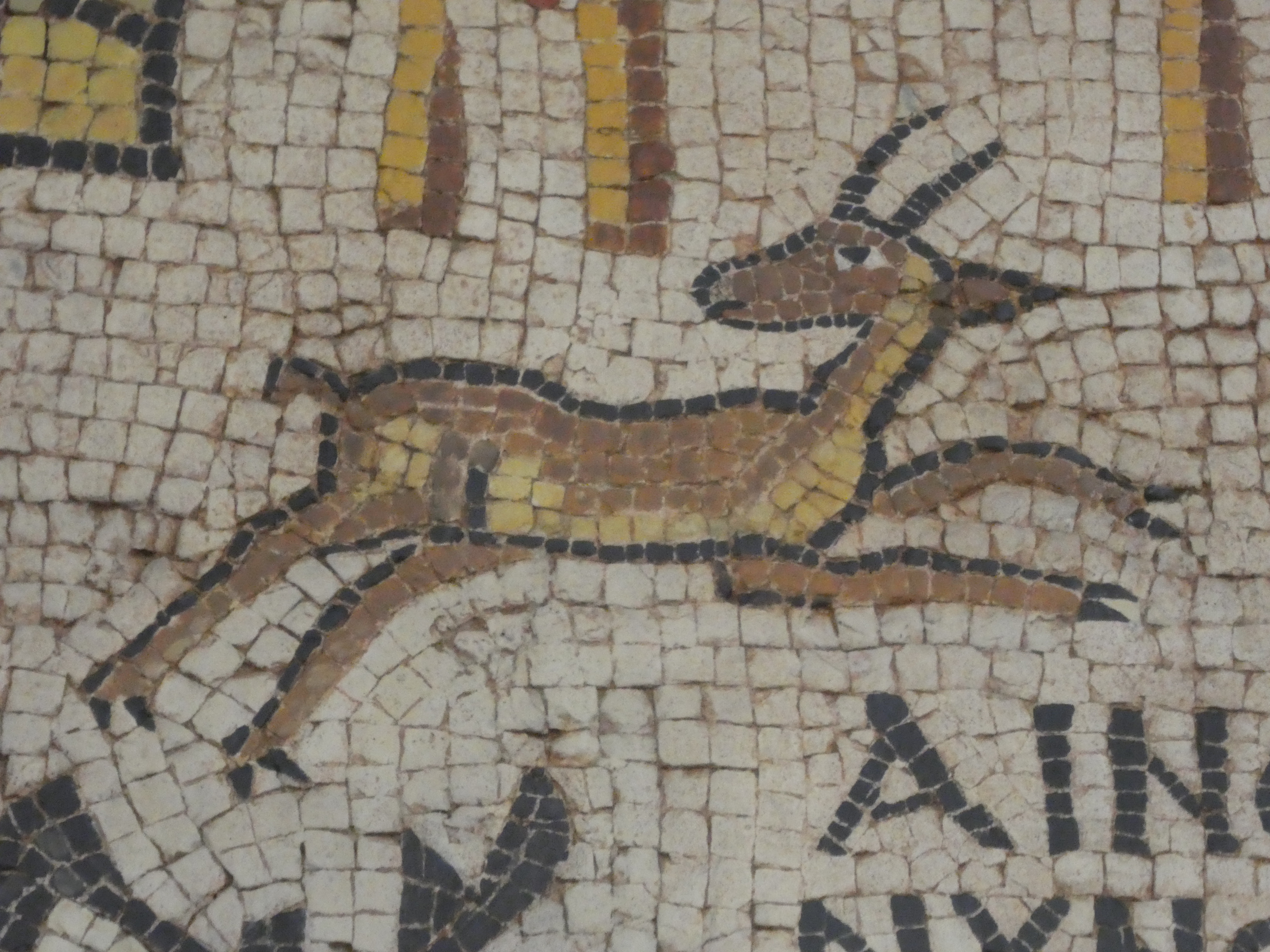
Steinbock
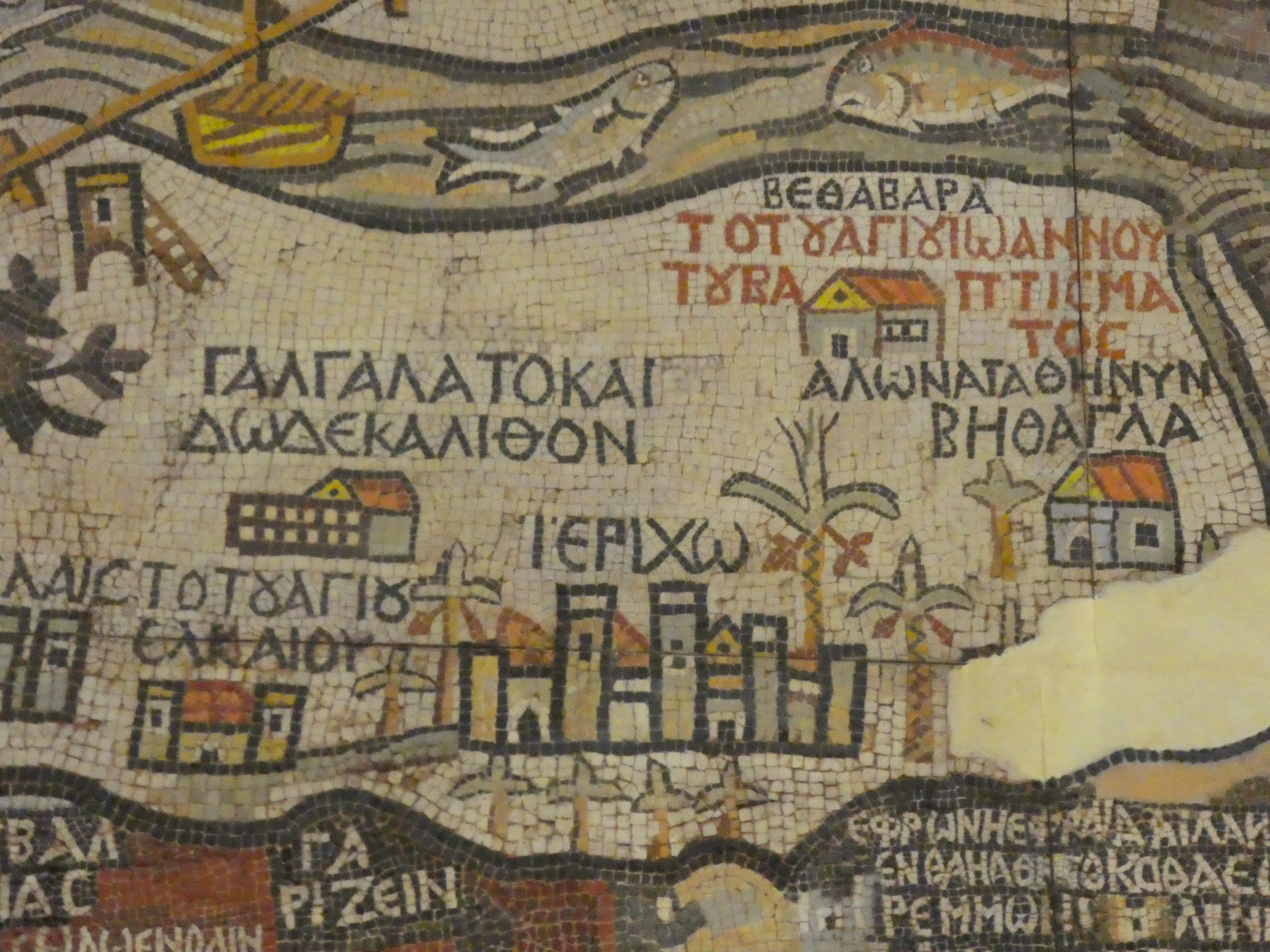
Westufer
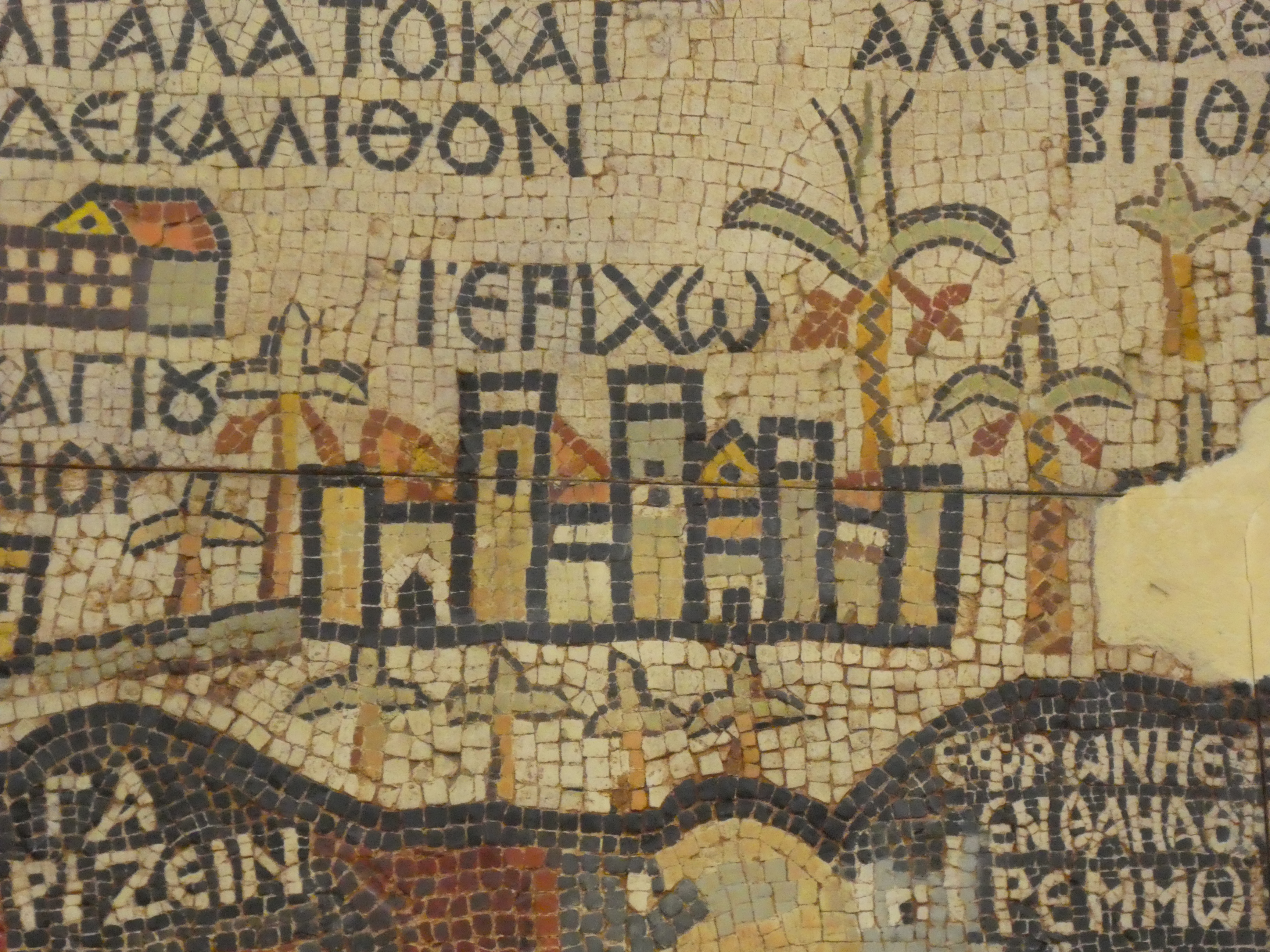
Jericho
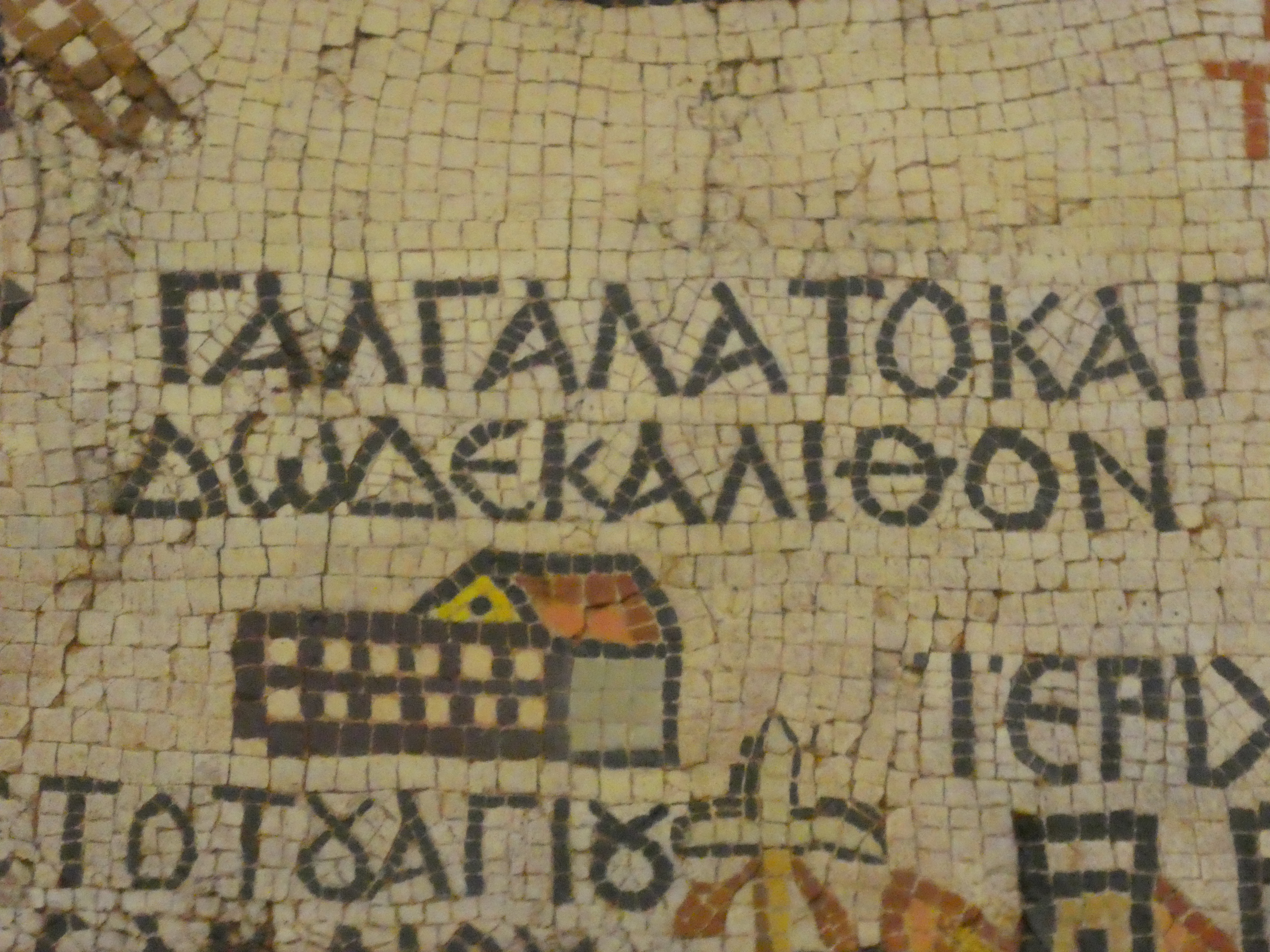
Gilgal
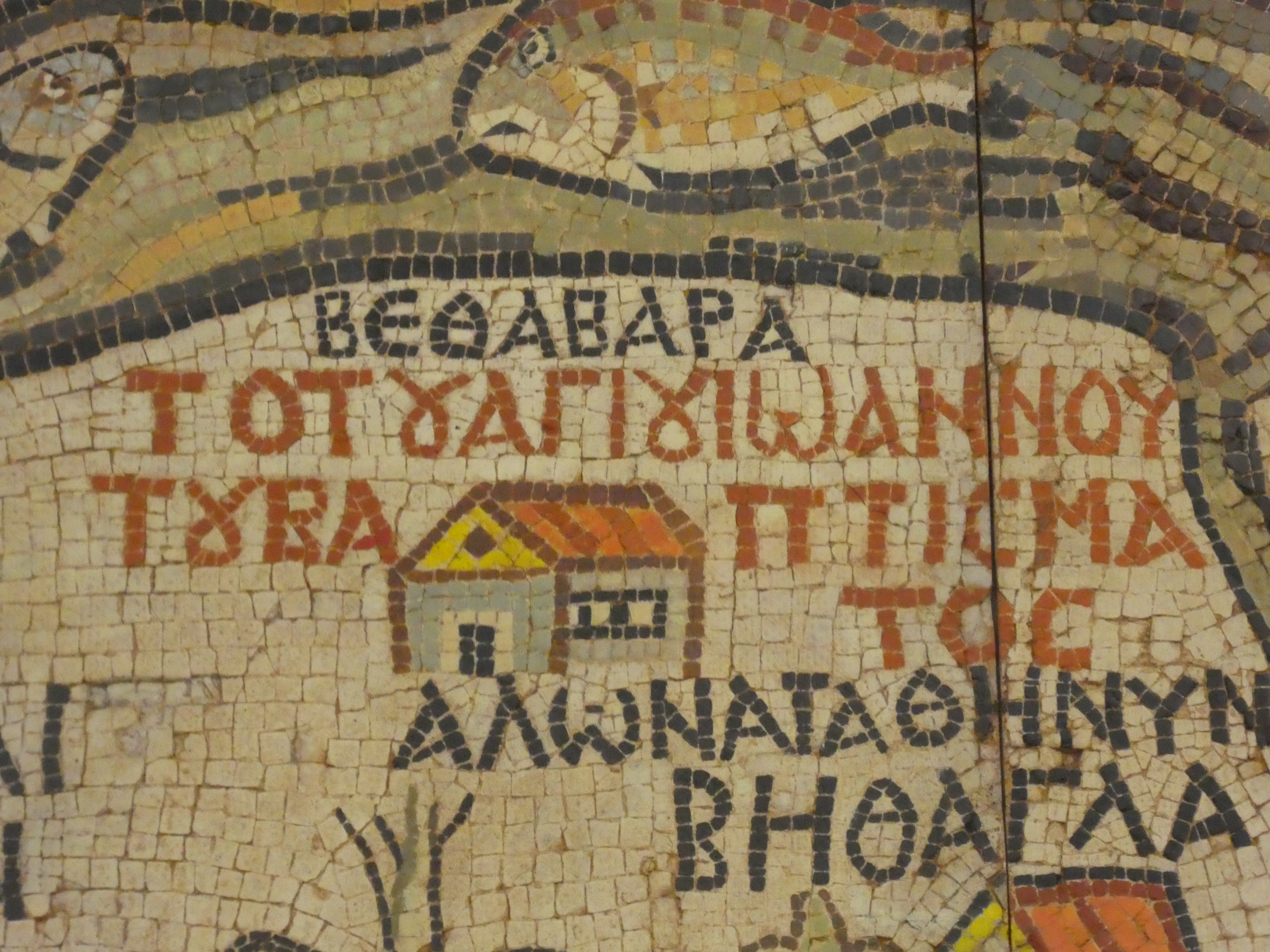
Taufstelle

### Totes Meer (Tafeln II, III, IV)

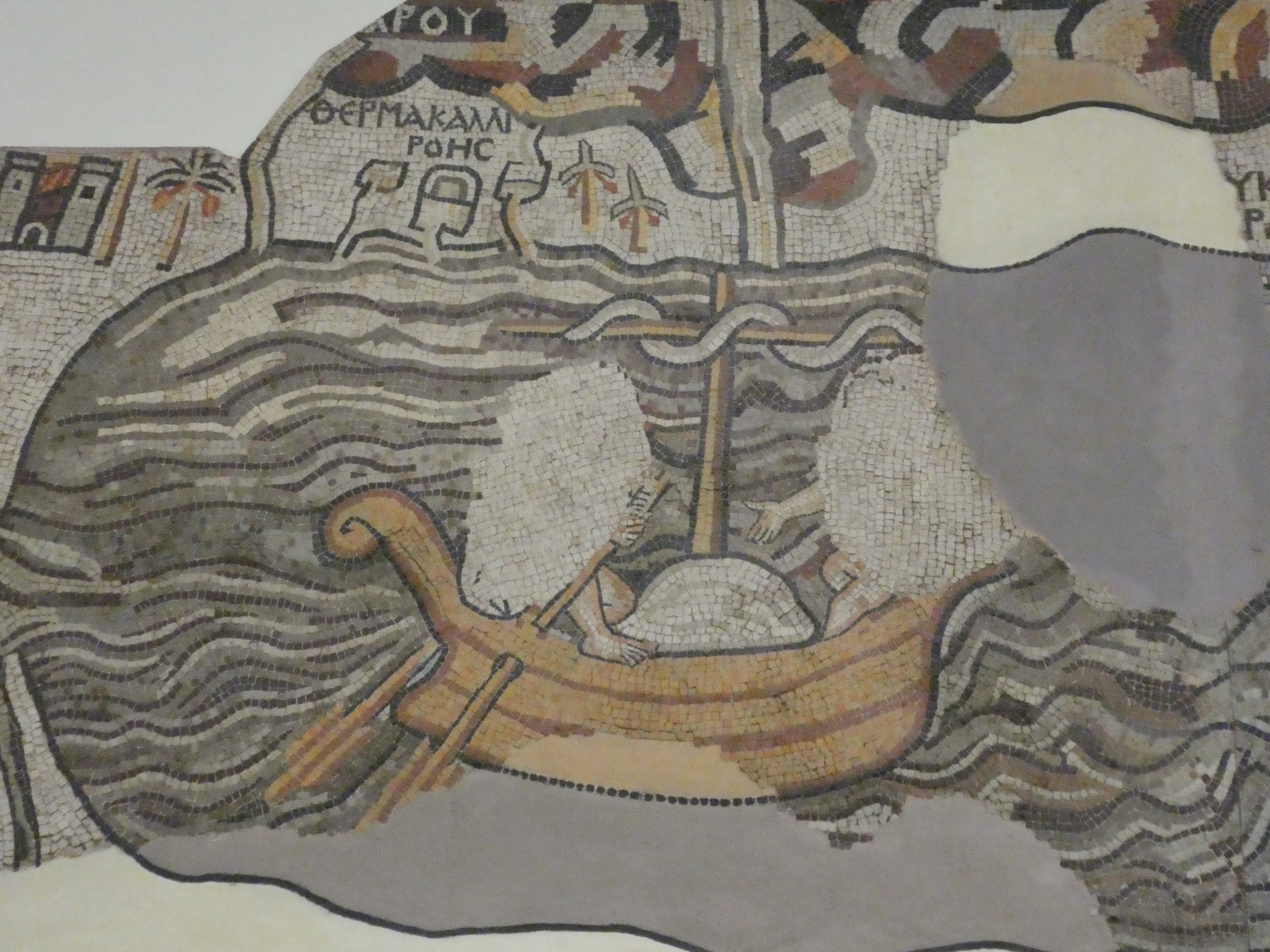
Boot mit um die Rahe gewickeltem Segel

Auf dem erhaltenen Fragment der Madabakarte macht das Tote Meer wegen seiner Größe und zentralen Lage Jerusalem den ersten Rang als Blickfang streitig. Seine Bedeutung ergibt sich durch die Zerstörung von Sodom und Gomorra, die hier lokalisiert wurde, und aus der Nähe zur Taufstelle Jesu. Seine Beschriftung findet sich am Ostufer zwischen den beiden „fußartigen“ Fehlstellen; sie ist komplett dem Onomastikon des Eusebius entnommen und lautet: „Salz- oder Pechsee, auch Totes Meer.“
Die Halbinsel Lisan ist auf der Madabakarte nicht dargestellt, was meist als Ungenauigkeit des Mosaizisten erklärt wird. Es ist aber auch möglich, dass der flache Südteil des Toten Meeres während einer ausgeprägten Trockenperiode in den 560er Jahren trockenfiel und die Halbinsel Lisan zum Südufer des Binnensees wurde.

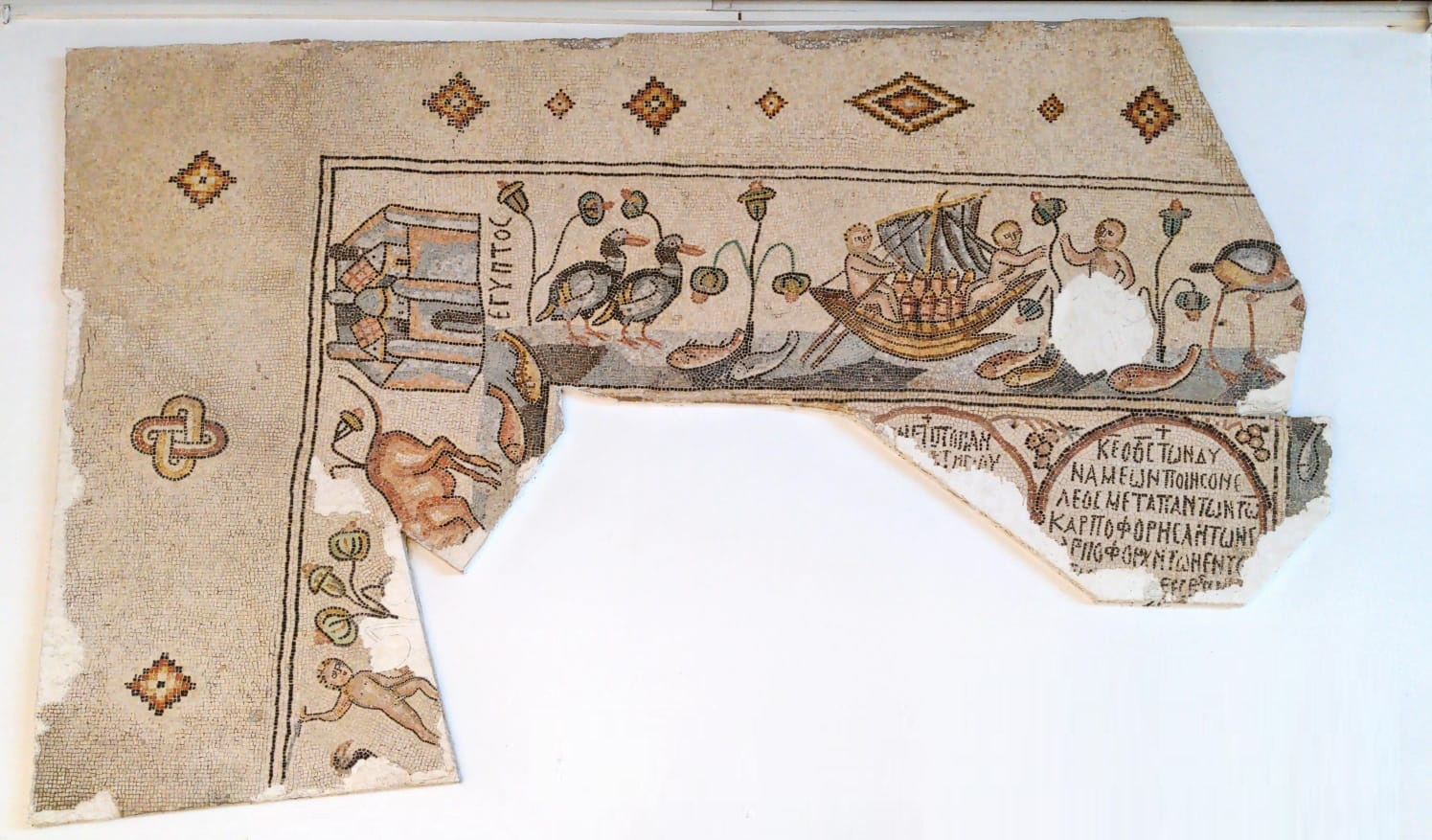
Zum Vergleich: Korrekte Bootsdarstellung ohne Beschädigung durch Ikonoklasten (Haditha)

Die Madabakarte bezeugt die aus der Antike auch sonst bekannte Schifffahrt auf dem Toten Meer. Dargestellt sind zwei mit Rudern und Segeln ausgestattete Boote. Die je zwei Personen der Besatzung sind von Ikonoklasten unkenntlich gemacht worden. Unter dem Mast ist jeweils die beförderte Ladung zu sehen; sie wird als Salz oder Getreide interpretiert. Bei einem der Boote ist allerdings das Segel um die Rahe gewickelt. Das ist eine absurde Darstellung, da das Segel damit funktionslos geworden wäre. Die Unkenntnis des Mosaizisten ist erstaunlich, denn an sich gehörten Bootsdarstellungen zum gängigen Bildrepertoire. Wie man sich die Bootsdarstellung ohne die Beschädigung durch die Ikonoklasten vorstellen kann, zeigt das etwa gleichzeitige Mosaik aus Haditha.

### Charachmoba (al-Karak) und das Ostjordanland (Tafel III)
Die Madabakarte (Foto) zeigt am Ostufer des Toten Meeres die „heißen Quellen von Kallirhoë (ΘΕΡΜΑ ΚΑΛΛΙΡΟΕϹ therma Kallirhoes)“, einen durch Flavius Josephus bekannten Badeort. Vom Luxus der hellenistischen und frührömischen Zeit konnte im 6. Jahrhundert freilich keine Rede mehr sein. Der Mosaizist stellte baulich gefasste Quellen und Bäche unter Palmen dar. Da die archäologischen Befunde diese Anlage nicht bestätigen, ist auch mit der Möglichkeit zu rechnen, dass es sich nicht um einen frühbyzantinischen Badeort, sondern nur um eine Reminiszenz an die einst berühmten heißen Quellen handelt.
Am Südende des Toten Meeres sieht man die mittelgroße Stadt Zoora (ΖΟΟΡΑ), ein byzantinisches Verwaltungszentrum und Bischofssitz. Im Bergland dahinter verzeichnet die Madabakarte eine Memorialkirche des heiligen Lot (ΤΟ ΤΟΥ ΑΓΙΟΥ ΛѠΤ to tou hagiou Lōt), die in anderen Quellen nicht erwähnt ist.
Am oberen Rand des erhaltenen Kartenfragments befindet sich die Stadtvignette von Charachmoba ([ΧΑΡ]ΑΧΜѠΒ[Α] [Char]achmōb[a]), „Palisade von Moab“. Dies ist der byzantinische Name von al-Karak. Die Madabakarte ist die einzige Quelle für die byzantinische Stadt, die auch Bischofssitz war. Der Mosaizist besaß Ortskenntnis: Er stellte Charachmoba als stark befestigte Stadt mit Mauern und Türmen dar. Im Süden gibt es ein von zwei Türmen flankiertes Stadttor und östlich davon eine durch ihr rotes Dach kenntliche Kirche. Man sieht zwei kolonnadengesäumte Hauptstraßen, die in Nord-Süd-Richtung verlaufen. Eine davon führt auf eine große Kirche, wohl die Bischofskirche, zu.
Darunter, also westlich von al-Karak, sieht man auf der Madabakarte einen Dreikuppelbau mit der Inschrift „Kultvereinshaus, oder auch Maioumas (ΒΕΤΟΜΑΡϹΕΑ Η Κ(ΑΙ) ΜΑΙΟΥΜΑϹ Betomarsea hē k(aì) Maioumas).“ Warum eine solche pagane Einrichtung, die im Byzantinischen Reich nur mehr ein Nischendasein fristen konnte, auf der Madabakarte dargestellt ist, wird kontrovers diskutiert.

Ostjordanland
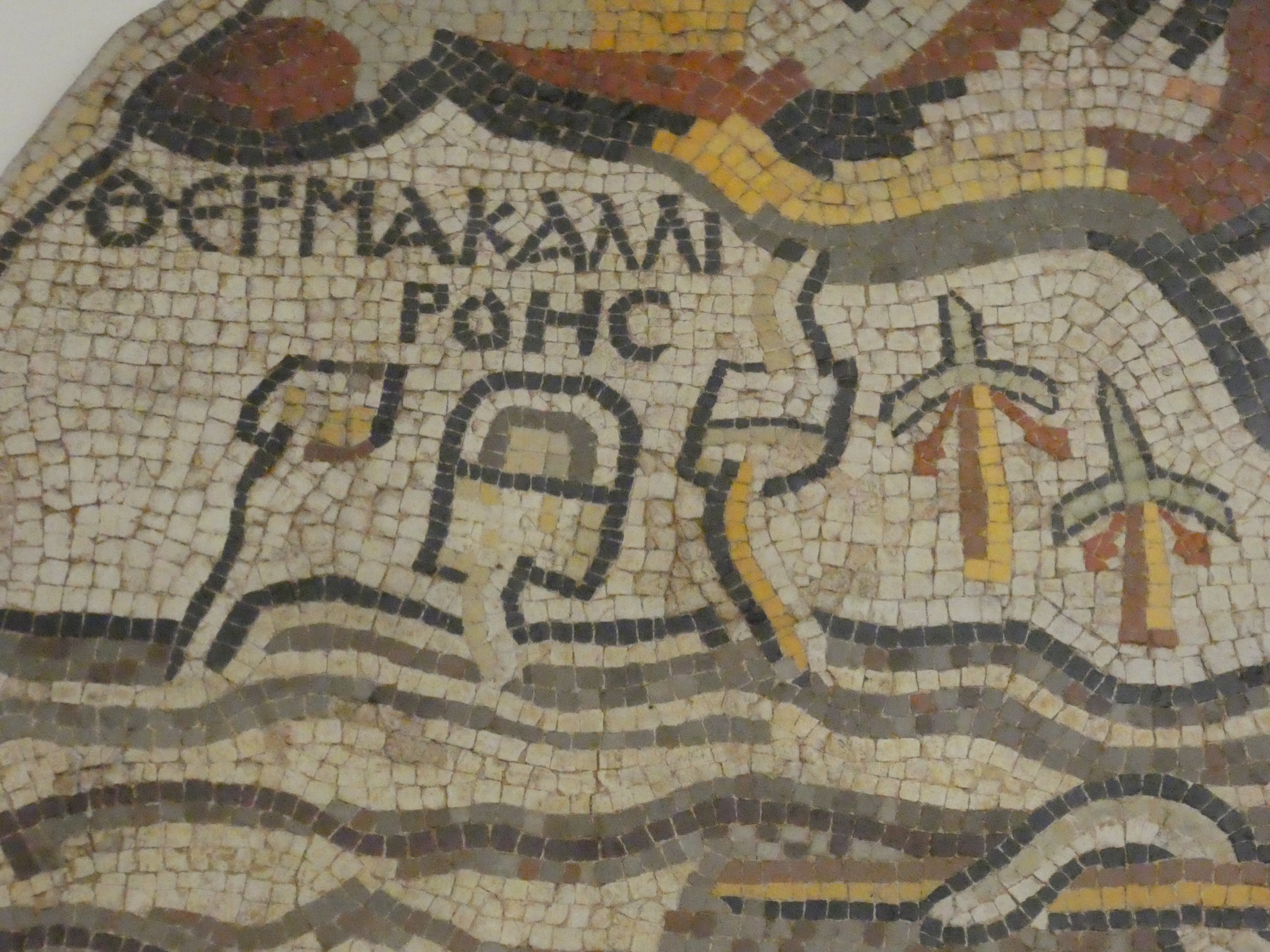
Heiße Quellen von Kallirhoe
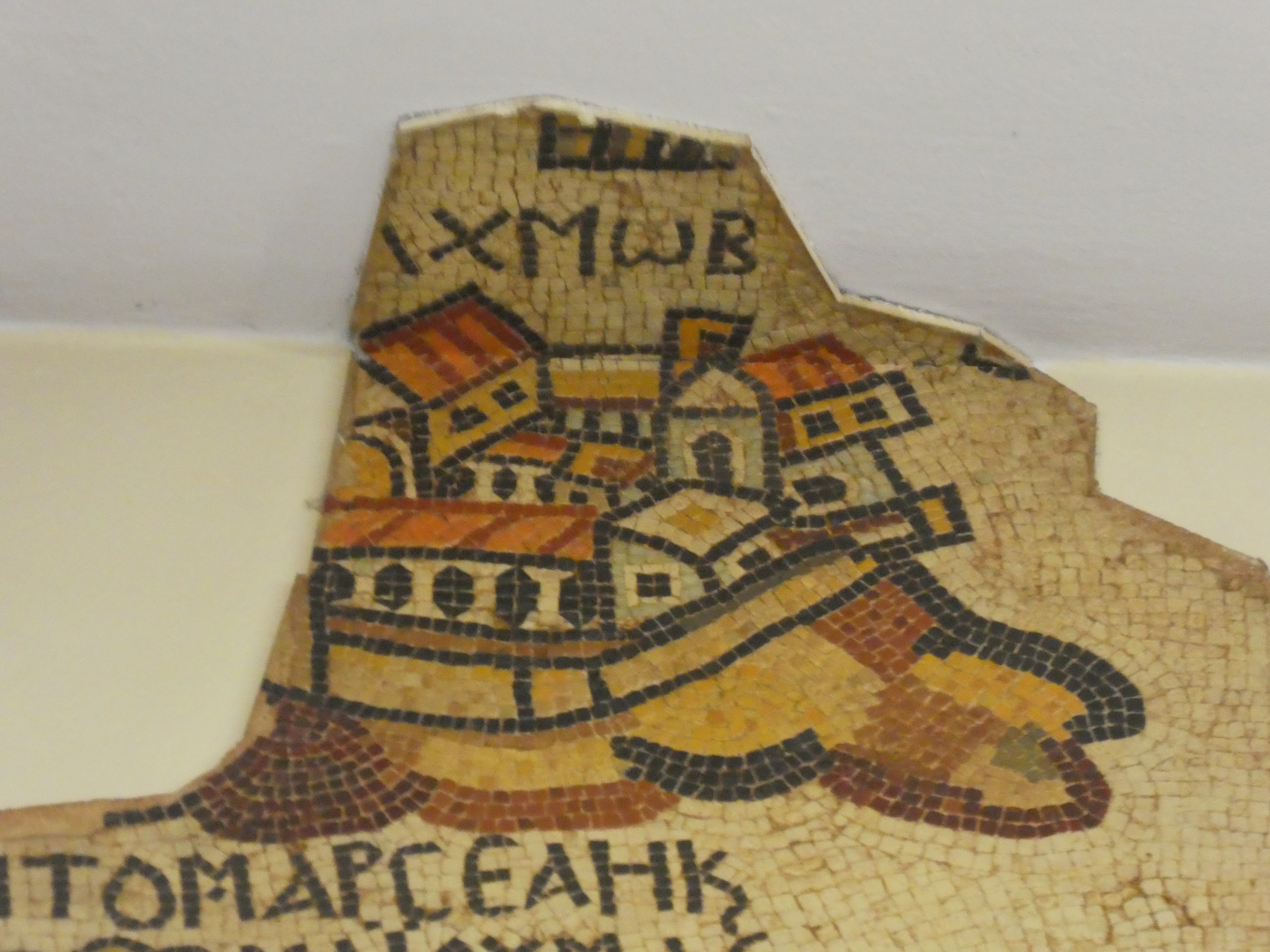
Charachmoba
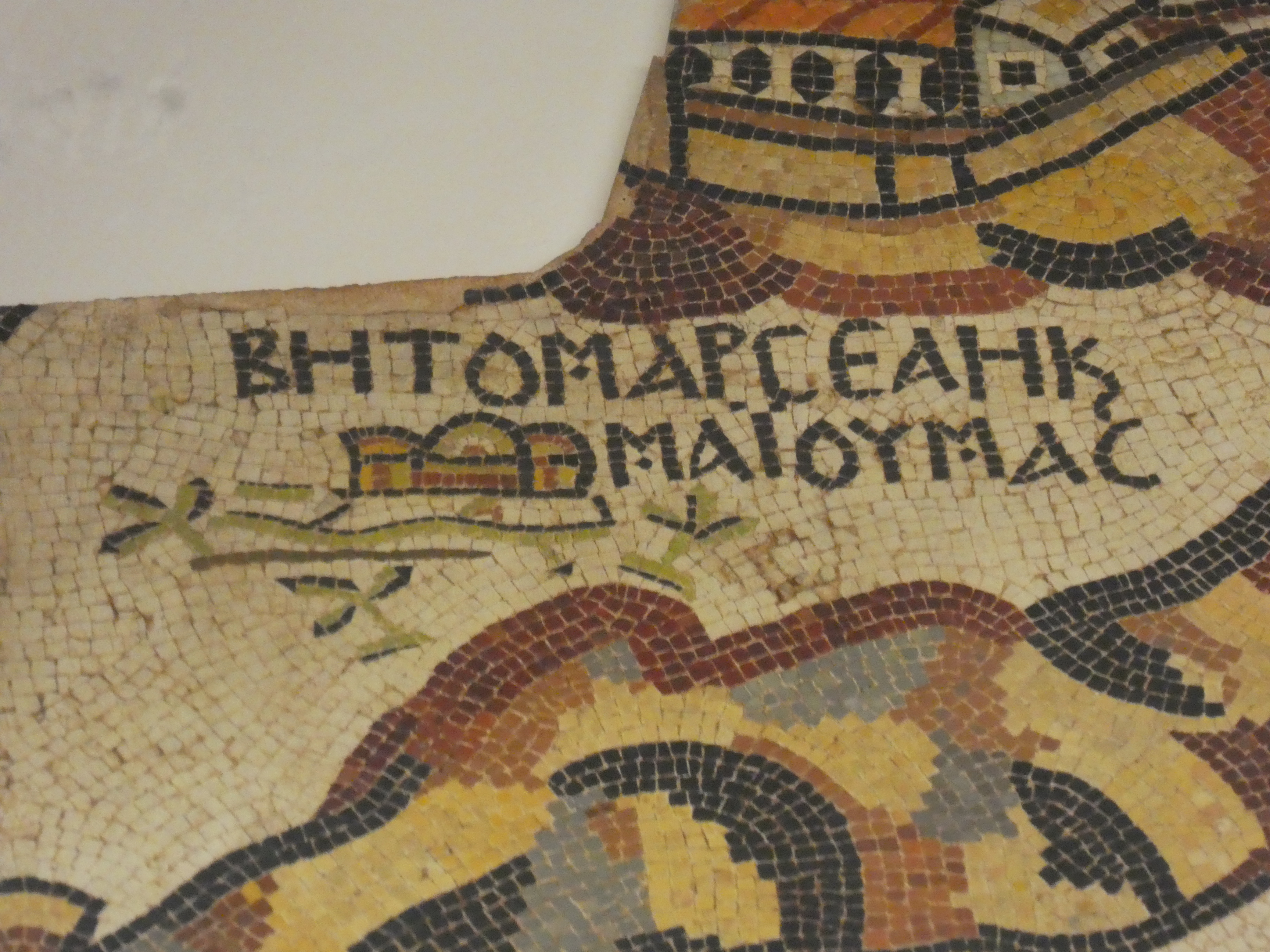
Kultvereinshaus

### Bethlehem und das Judäische Bergland (Tafeln VII und VIII)
Nächst Jerusalem war das südlich davon gelegene Bethlehem (ΒΗΘΛΕΕΜ Bēthleem) das zweitwichtigste christliche Pilgerziel und von Jerusalem aus bequem erreichbar. Seiner Bedeutung entsprechend, erscheint der Ortsname in roter Farbe. Die Darstellung der Geburtskirche ist aber nicht besonders auffällig. Nachdem die konstantinische Basilika möglicherweise infolge des Erdbebens von 510 niedergebrannt war, wurde in der Regierungszeit Justinians die heute noch bestehende repräsentative Kirche gebaut. Möglicherweise stellt die Madabakarte den Zustand vor Fertigstellung des justinianischen Baus dar.
Südlich von Bethlehem liegt der Ort Socho (ϹѠΧѠ Sōchō), und dann folgt Bethzachar (ΒΕΘΖΑΧΑΡ) mit der auffälligen Memorialkirche des heiligen Zacharias: „An einen rot gedeckten Narthex oder Portikus schließt sich eine Basilika mit drei Fenstern oder Toren in der Front an und an diese ein halbrunder, von einer Säulenhalle umgebener Hof,“ der eigentliche Memorialbau. In dem hier verehrten Heiligen sind verschiedene biblische Zachariastraditionen zusammengeflossen: der Verfasser des Sacharjabuchs, der von König Joasch getötete Hohepriester Secharja (2 Chr 24,20-22 ) und Zacharias, der Vater Johannes des Täufers.
Über dem Zachariasheiligtum fällt der große Schriftzug ΙΟΥΔΑ auf, der die Region als Gebiet des Stammes Juda kennzeichnet. Etwas weiter östlich ist auf der Madabakarte eine der wenigen neutestamentlichen Memorialstätten eingetragen. Zu sehen sind die Symbole für Basilika und Brunnen mit der Erklärung: „der (Ort) des heiligen Philippus, wo, wie man sagt, der Eunuch Kandakes getauft wurde.“ Wie auch in anderen byzantinischen Quellen wurde aus dem hohen Hofbeamten der Königin Kandake, den Philippus taufte (Apg 8,26-40 ), ein Eunuch namens Kandakes. Die Mosaikkarte ist die einzige Quelle für diese Basilika. Andreas Evaristus Mader beschrieb 1918 bei ʿēn eḏ-ḏirwe die Ruine einer auf byzantinischen Grundmauern errichtete Moschee, die er mit der Philippuskirche der Madabakarte identifizierte.
Südlich des Philippusheiligtums verzeichnet die Madabakarte eine Abrahamskirche und daneben das Baumheiligtum von Mamre; dieser Baum wird in der Beischrift sowohl als Terebinthe wie auch als Eiche bezeichnet. Mamre (Ramet el-Chalil) war in der Spätantike ein von Juden, Christen und Heiden besuchter heiliger Ort. Kaiser Konstantin beanspruchte mit seinem (von den Ausmaßen her recht bescheidenen) Kirchenbau, der auf der Karte zu sehen ist, Mamre exklusiv für den christlichen Kult. Die multireligiöse Praxis dort ging aber dessen ungeachtet weiter.
Das Gebäude rechts des Baumheiligtums von Mamre gehört bereits zur Stadt Hebron, deren Namenszug wie auch weitere Bauten auf der Mosaikkarte nicht erhalten blieben.

Judäisches Bergland
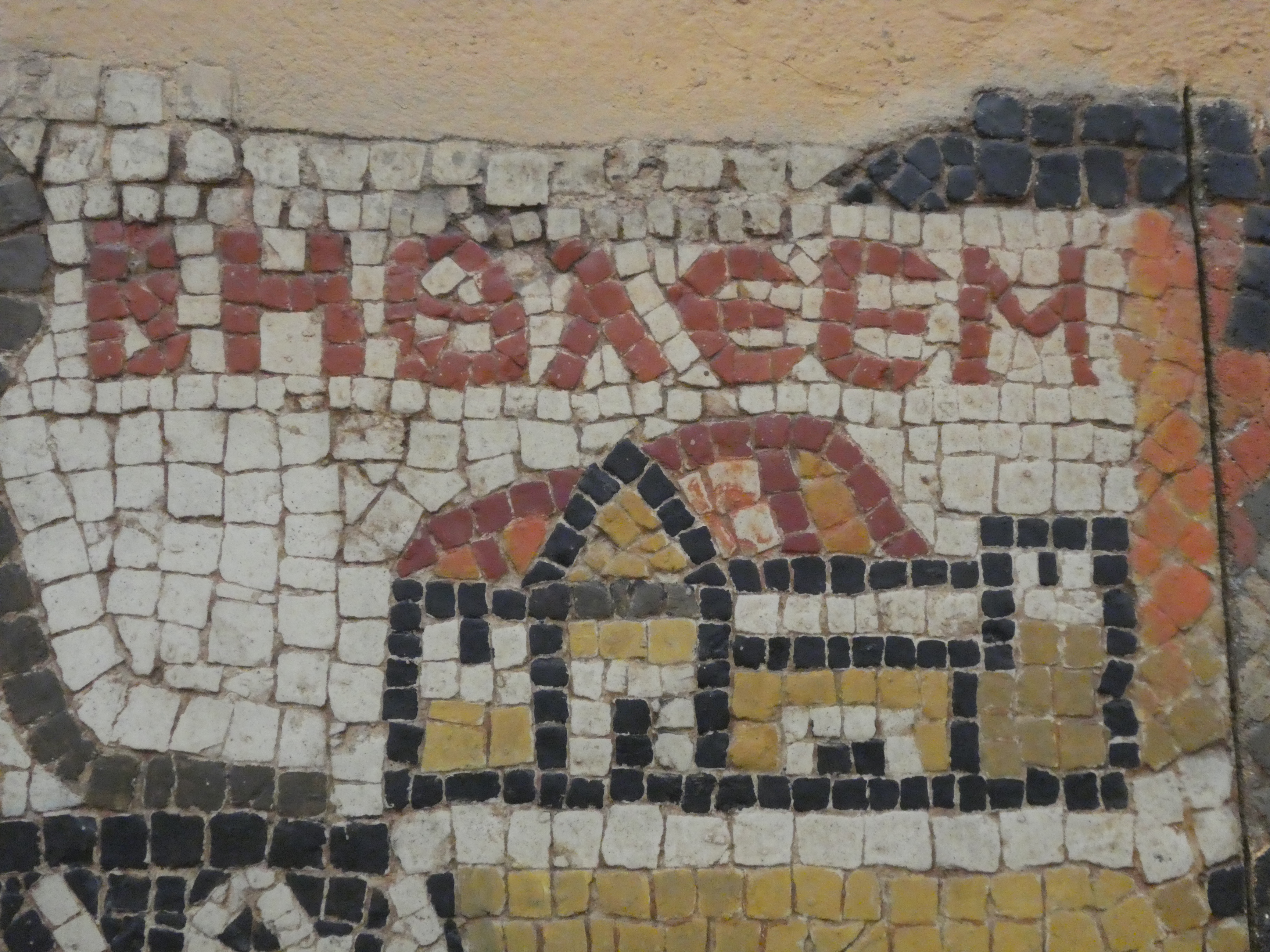
Bethlehem
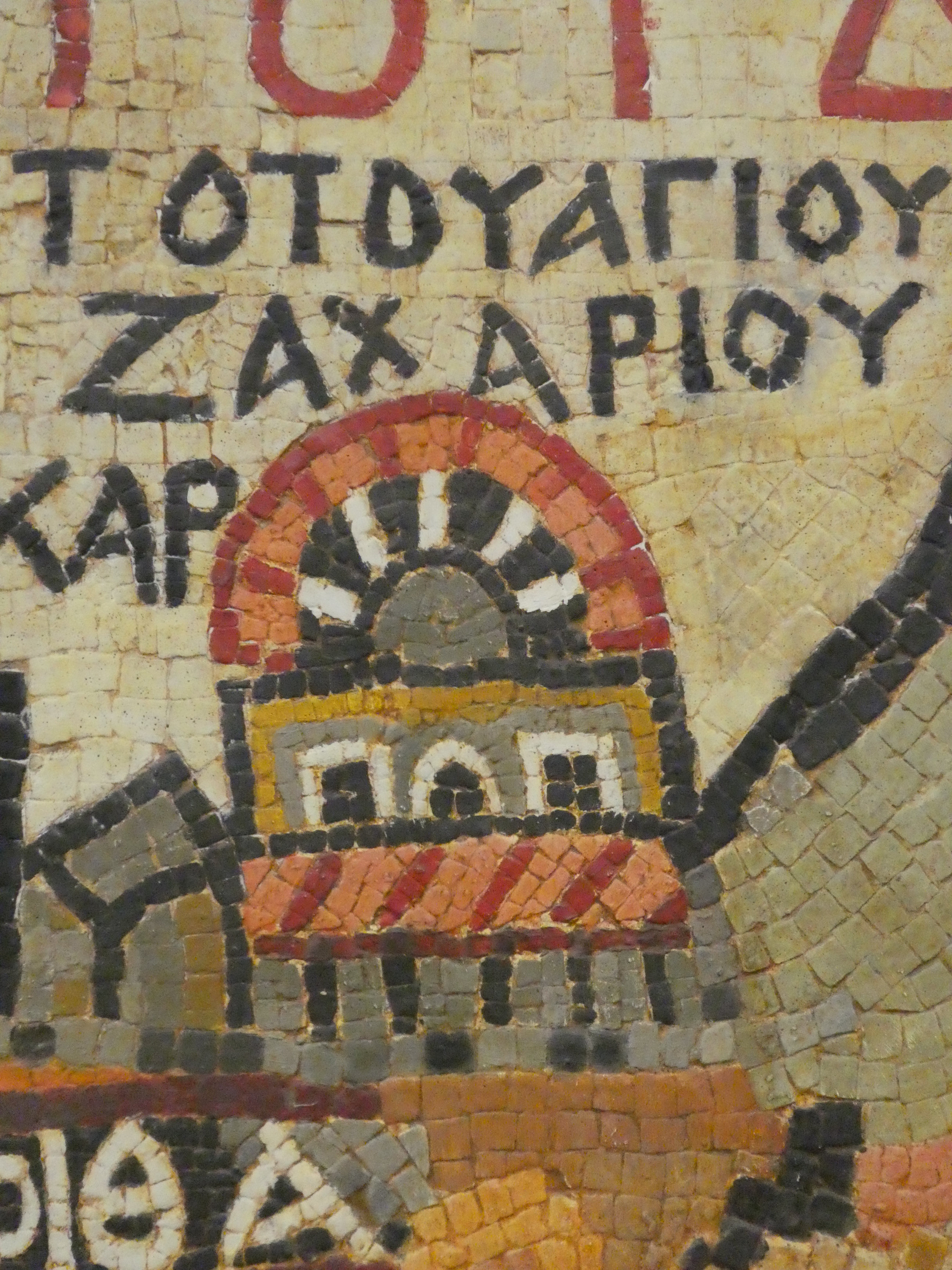
Zachariaskirche
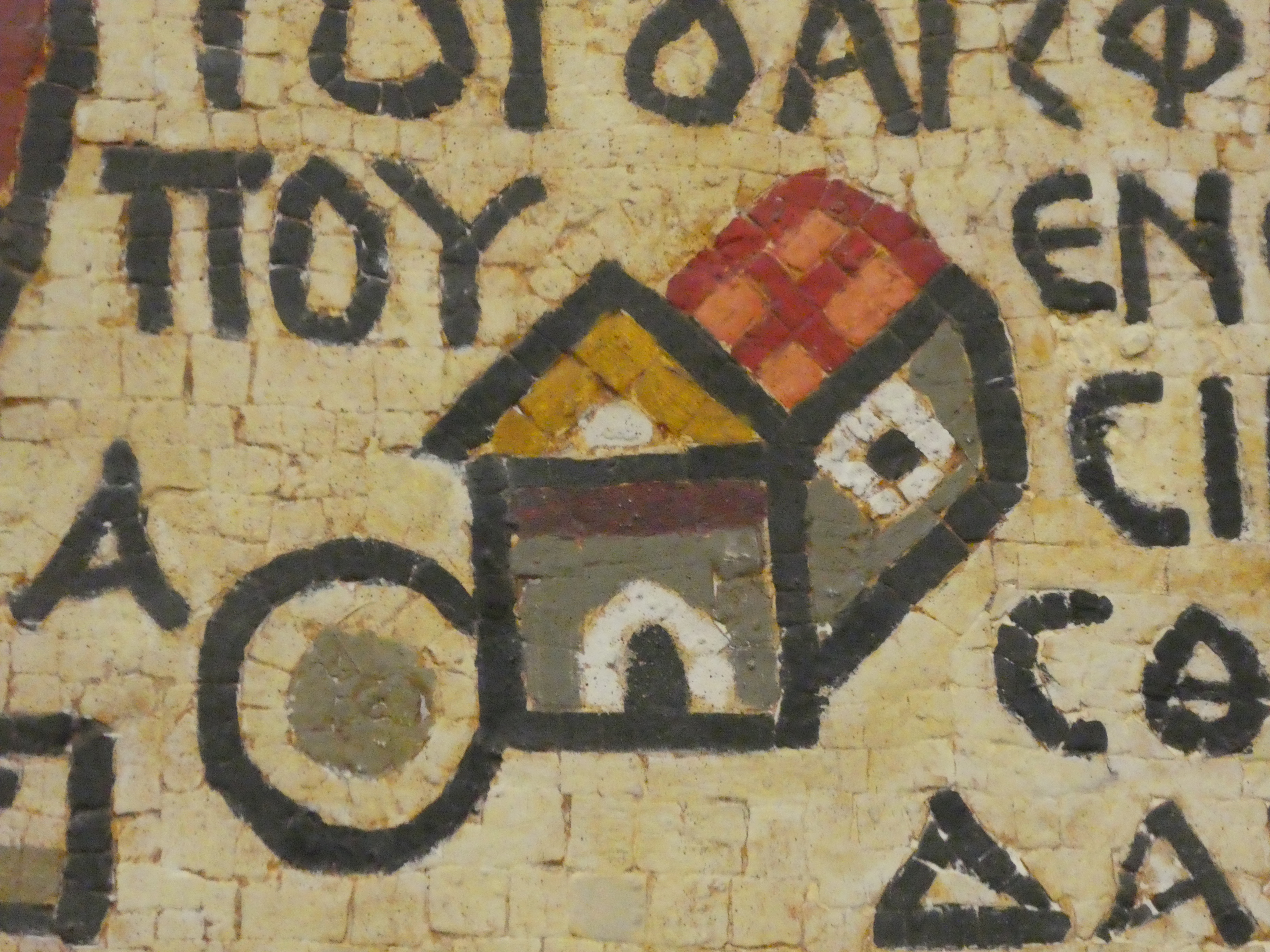
Philippuskirche mit Brunnen
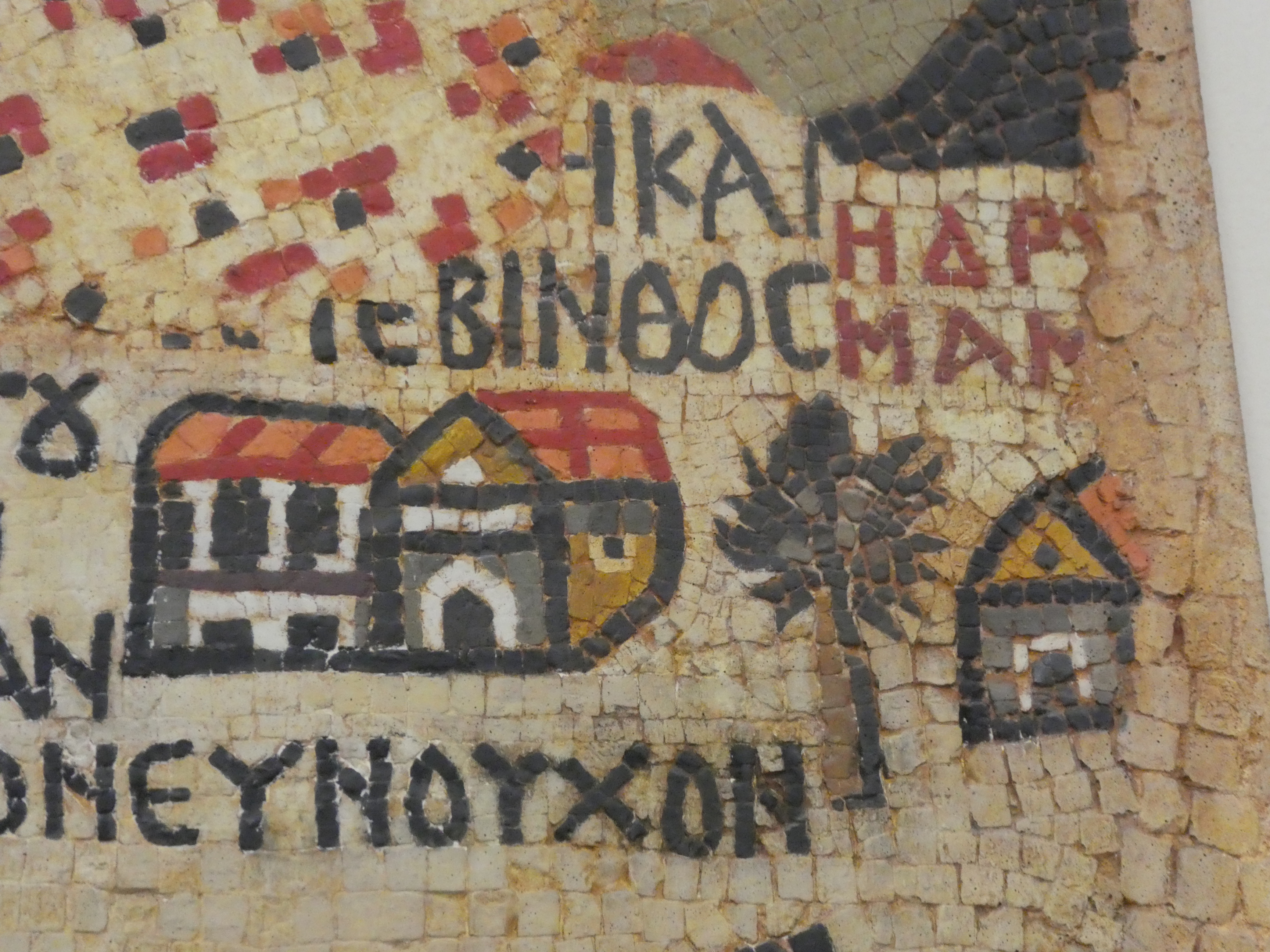
Abrahamskirche mit Baumheiligtum in Mamre

### Städte an der Mittelmeerküste (Tafeln VIII und IX)
Die untere Grenze der Mosaikkarte ist das Mittelmeer; dieses ist aber nur in kleinen Fragmenten erkennbar. Von Nord nach Süd sieht man auf der Karte folgende Küstenstädte: den Hafen von Aschdod, Aschkelon und Gaza.
Das Fragment des Hafens von Aschdod („Aschdod am Meer, ΑΖѠΤΟϹ ΠΑΡΑΛΟ[Ϲ] Azōtos paralo[s]“) auf der Madabakarte lässt die bedeutende Hafenanlage nicht erkennen und erlaubt nur die Feststellung, dass es hier mehrere Kirchen gab.

#### Aschkelon
Die Stadtvignette von Aschkelon (ΑϹΚΑΛѠ[Ν] Askalō[n]) dagegen zeichnet sich durch ihren Detailreichtum aus. Die Stadt war ummauert; das Osttor ist zweistöckig und von Türmen flankiert. Davor befindet sich ein stadtseitiger Platz, von dem zwei Kolonnadenstraßen als Ost-West-Achsen der Stadt ausgehen. Wo die linke dieser beiden Hauptstraßen auf die gleichfalls mit Säulengängen geschmückte Nord-Süd-Straße trifft, befindet sich eine mit gelblichen Tesserae gelegte bogenförmige Struktur, die eher als Tetrapylon denn als Triumphbogen anzusprechen ist. Die Strukturen im Winkel zwischen den großen Ost-West-Straßen sind nicht eindeutig identifizierbar; Donner schlägt vor, dass es sich um Brunnenanlagen handeln könne, für die das byzantinische Aschkelon berühmt war. In der Stadtanlage Aschkelons ist eine Kontinuität von der Spätantike bis zur kreuzfahrerzeitlichen Stadt feststellbar, in der das auffällige Osttor den Namen Jerusalemtor trug.

#### Gaza
Gaza ([Γ]ΑΖΑ [G]aza) war in byzantinischer Zeit Bischofssitz und ein bedeutendes städtisches Zentrum. „Der Mosaikist hat auf unserer Karte dem Rufe der Stadt Rechnung getragen und die architektonische Pracht der Stadt dementsprechend auf seiner Vignette angedeutet.“ Nur die südliche Hälfte der Stadtvignette ist erhalten; ihre Interpretation ist dadurch erschwert, dass die byzantinische Stadt Gaza modern überbaut ist und es kaum archäologische Untersuchungen gibt. Ähnlich wie Jerusalem ist Gaza als ummauertes Oval dargestellt. Der kolonnadengesäumte Cardo verläuft in Ost-West-Richtung und entspricht etwa der modernen Straße as-Suq al-kabīr. An der Kreuzung von Cardo und Decumanus befindet sich ein großer offener Platz im Stadtzentrum, der im Bereich des modernen Ḫān az-Zēt zu vermuten ist.
Im südwestlichen Teil Gazas stellte der Mosaizist zwei große Kirchen dar. Der Rhetoriker Chorikios von Gaza verfasste im 6. Jahrhundert eingehende Beschreibungen der St.-Sergiuskirche und der St.-Stefanuskirche seiner Heimatstadt. Aber da die Stadtvignette nur teilweise erhalten ist, bleibt die Identifikation der beiden Kirchbauten als Sergius- bzw. Stefanuskirche unsicher.
Im südöstlichen Bereich der Stadt fällt ein Theater auf. Zeev Weiss vermutet eine Erbauung in der römischen Kaiserzeit, während es zu einem späteren Zeitpunkt in die Stadtmauer einbezogen worden sei. Den gelblichen Halbkreis in der Mitte deutet er als orchestra, die weißen und blassroten Halbkreise, die sich darum legen, als zweigeteilte cavea, und die dunkelroten Streifen, welche die äußere cavea in Segmente teilen, als Treppen (scalariae).

#### Umgebung von Gaza
Nordwestlich von Gaza befindet sich der Hafen der Stadt mit der unvollständig erhaltenen Beschriftung „Maioumas, auch Neapolis (genannt)“ ([ΜΑΙΟΥΜΑϹ Η] ΚΑΙ ΝΕΑ[ΠΟ]ΛΙϹ [Maioumas he] kaì Neápolis). Südwestlich von Gaza stellte der Mosaizist eine Kirche des Heiligen Viktor (<Τ>Ο ΤΟΥ ΑΓΙΟΥ ΒΙΚΤΟΡΟϹ <T>ò toũ hagíou Viktoros) mit einem rot gedeckten Portikus dar. Dem Pilger von Piacenza zufolge befand sich das Grab des Heiligen Viktor allerdings innerhalb von Maioumas und nicht wie auf der Madabakarte zwischen Maioumas und Gaza. Südlich von Gaza ist eine Gruppe von Dörfern eingetragen, deren Namen teilweise nur durch die Madabakarte bezeugt sind. Hier besaß der Mosaizist wohl persönliche Ortskenntnis.
Alle Stationen der Küstenstraße, die Palästina mit Ägypten verband, sind ab Gaza in der Madabakarte verzeichnet: Thauatha, Raphia, Betylion, „die Grenze zwischen Ägypten und Palästina“, Rhinokorura, Ostrakine, Kasin, Pentaschoinon, Aphnaion und Pelusium. Ab Betylion reiht sich an der Mittelmeerküste eine Station an die nächste.

Mittelmeerküste
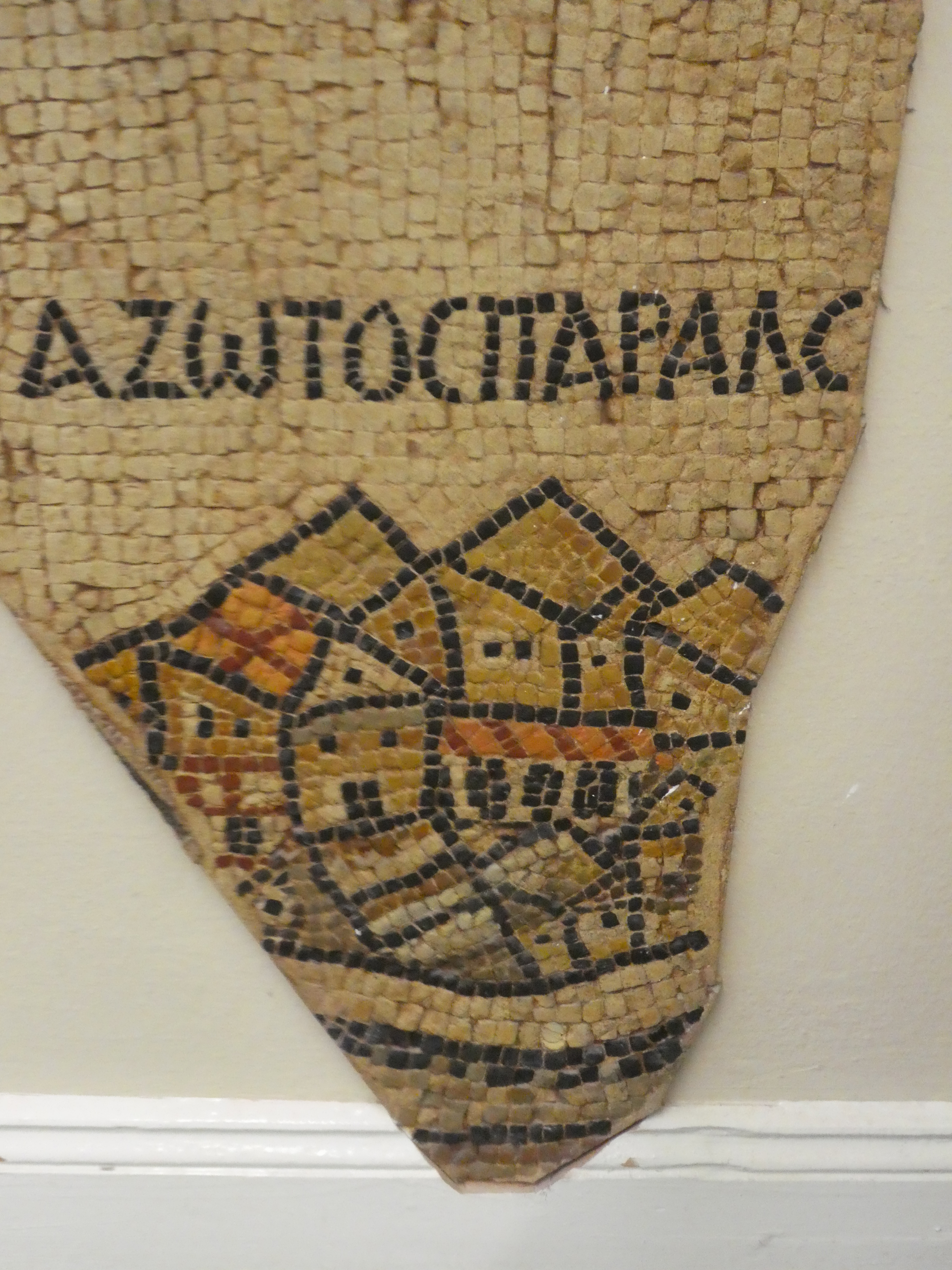
Hafen von Aschdod
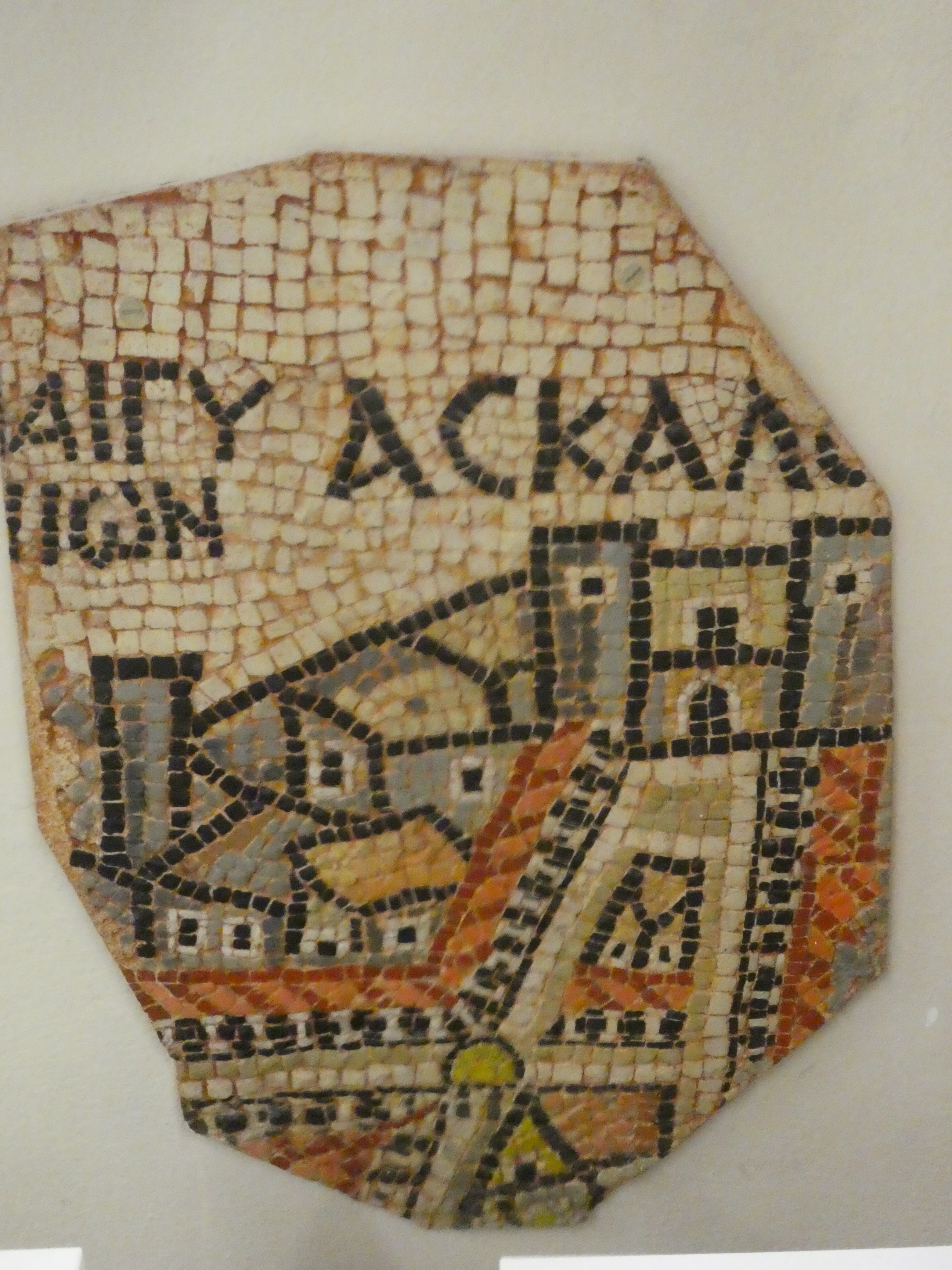
Aschkelon
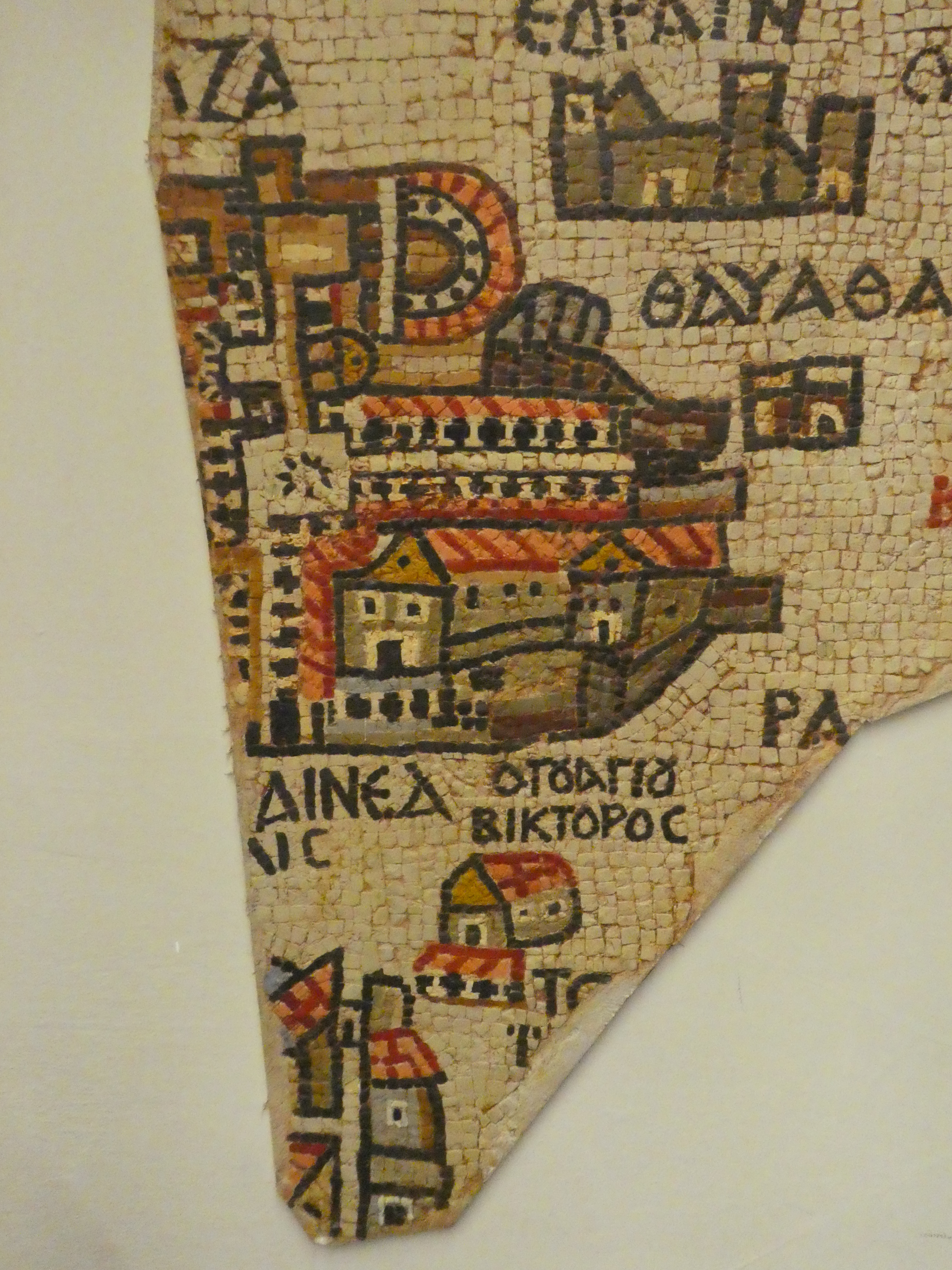
Gaza
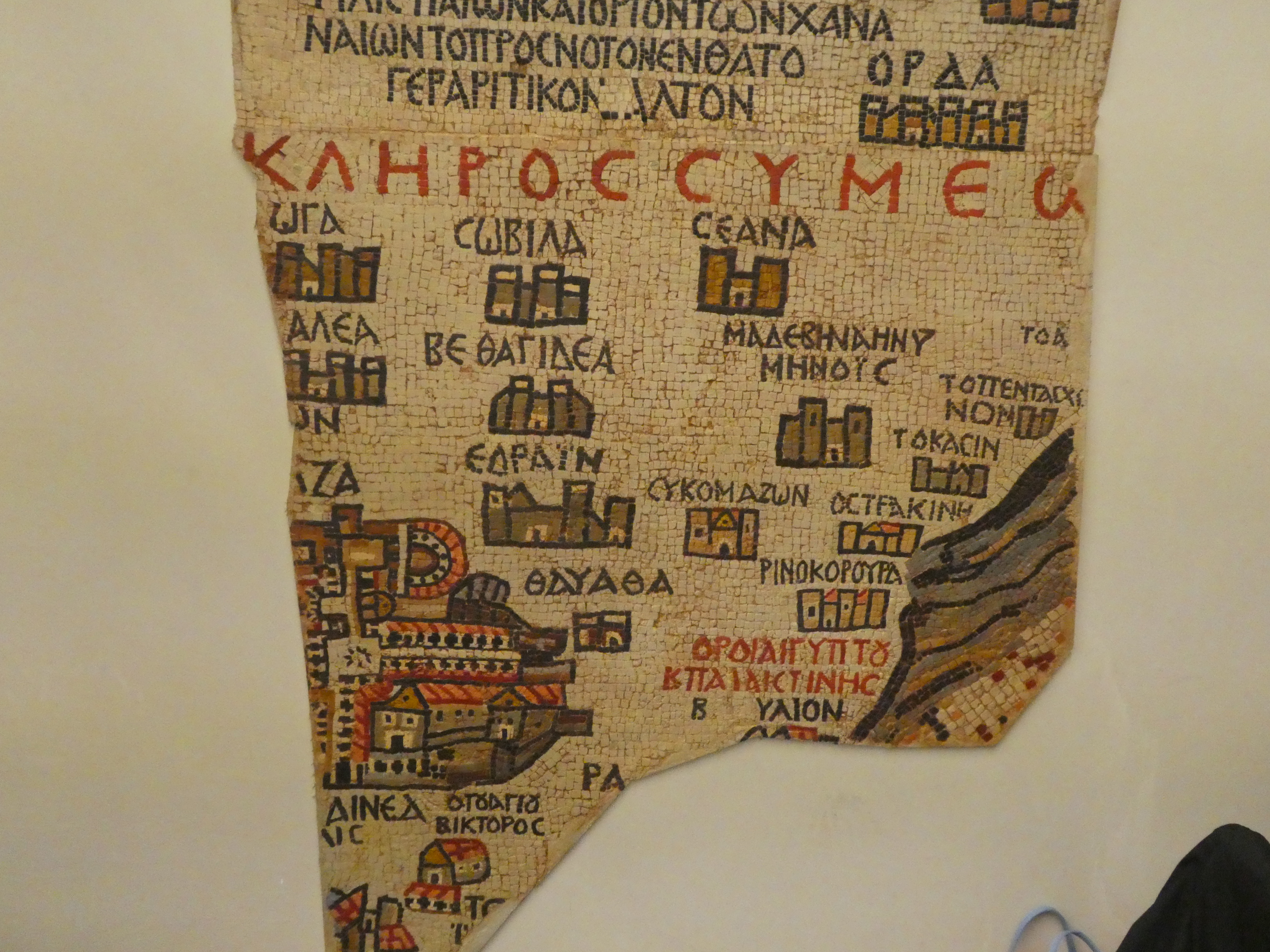
Umland von Gaza, Küstenstraße

### Unterägypten (Tafel X)
Pelusium (ΤΟ ΠΗΛΟΥϹΙΝ Tò Pēlousin) ist entsprechend seiner Bedeutung als „Tor Ägyptens“ mit einer Stadtvignette ausgezeichnet. Man sieht innerhalb des Mauerrings drei Kolonnadenstraßen, die in Ost-West-Richtung verlaufen, und drei Kirchen. Unter den übrigen Gebäuden besitzt eines einen gelben (= vergoldeten) Giebel. Die Darstellung Pelusiums lässt sich nicht zu den spärlichen archäologischen Befunden in Beziehung setzen und „bleibt ein Rätsel.“
Die Darstellung Unterägyptens weicht vom Rest der Madabakarte ab. Die Orte im Nildelta erhalten keine biblischen Bezüge, obwohl sich diese mit Hilfe der auch sonst genutzten Quelle, Eusebius’ Onomastikon, leicht hätten ergänzen lassen. Während dem Mosaizisten ansonsten nur vereinzelte geografische und topografische Irrtümer unterlaufen, finden sie sich hier gehäuft. Ein Hauptfehler fällt ins Auge: Während die reale Küstenlinie südlich von Gaza nach Westen abbiegt, biegt sie auf der Mosaikkarte nach Osten, und der Nil fließt daher nicht von Süden nach Norden, sondern von Osten nach Westen. Das kann praktische Gründe haben: Die längsrechteckige Form der Karte sollte nicht verlassen werden. Auch ein theologischer Grund ist möglich: Der Nil ist einer der vier Paradiesströme; das Paradies vermutete man im Osten; daher musste auch der Nil seine Quelle im Osten haben. Herbert Donner vermutet, dass der Mosaizist für die Darstellung des Nildeltas nicht das Onomastikon des Eusebius und auch keine spätrömisch-byzantinische Straßenkarte nutzte. Vielmehr griff er anscheinend auf Herodots Beschreibung des Deltagebiets zurück und kombinierte sie mit einem zeitgenössischen Itinerarium ähnlich dem Itinerarium Antonini. Ohne eigene Ortskenntnis fertigte er auf dieser Grundlage eine Karte Unterägyptens an, die trotz zahlreicher Irrtümer an Genauigkeit spätere Karten bis zum Beginn der modernen Kartografie übertrifft.
Nach Donner ist das Madaba-Mosaik eine genaue Umsetzung der Beschreibung, die Herodot (Historien 17,2,3–6) von den Mündungsarmen des Nils gibt. Demnach teilt sich der Nil im Deltagebiet in drei Hauptarme: den pelusischen, den kanobischen und dazwischen den sebennytischen Mündungsarm. Von letzterem gehen zwei Nebenarme ab: der saitische und der mendesische Arm. Außerdem nennt Herodot noch zwei Kanäle: den bolbitischen und den bukolischen Kanal. Der mendesische Arm fehlt auf dem erhaltenen Fragment der Madabakarte. Die beiden Kanäle wurden vom Mosaizisten wie Nilarme behandelt, und statt bolbitisch schrieb er bulbytisch. Der Nil ist wie der Jordan durch Fische belebt. Auf dem mittleren Nilarm fährt ein Schiff. Am oberen Rand des Kartenfragments kam bei den Restaurierungsarbeiten 1965 im Nil ein aus dunkelgrünen Glas-Tesserae gelegtes Krokodil ans Licht.

Nildelta
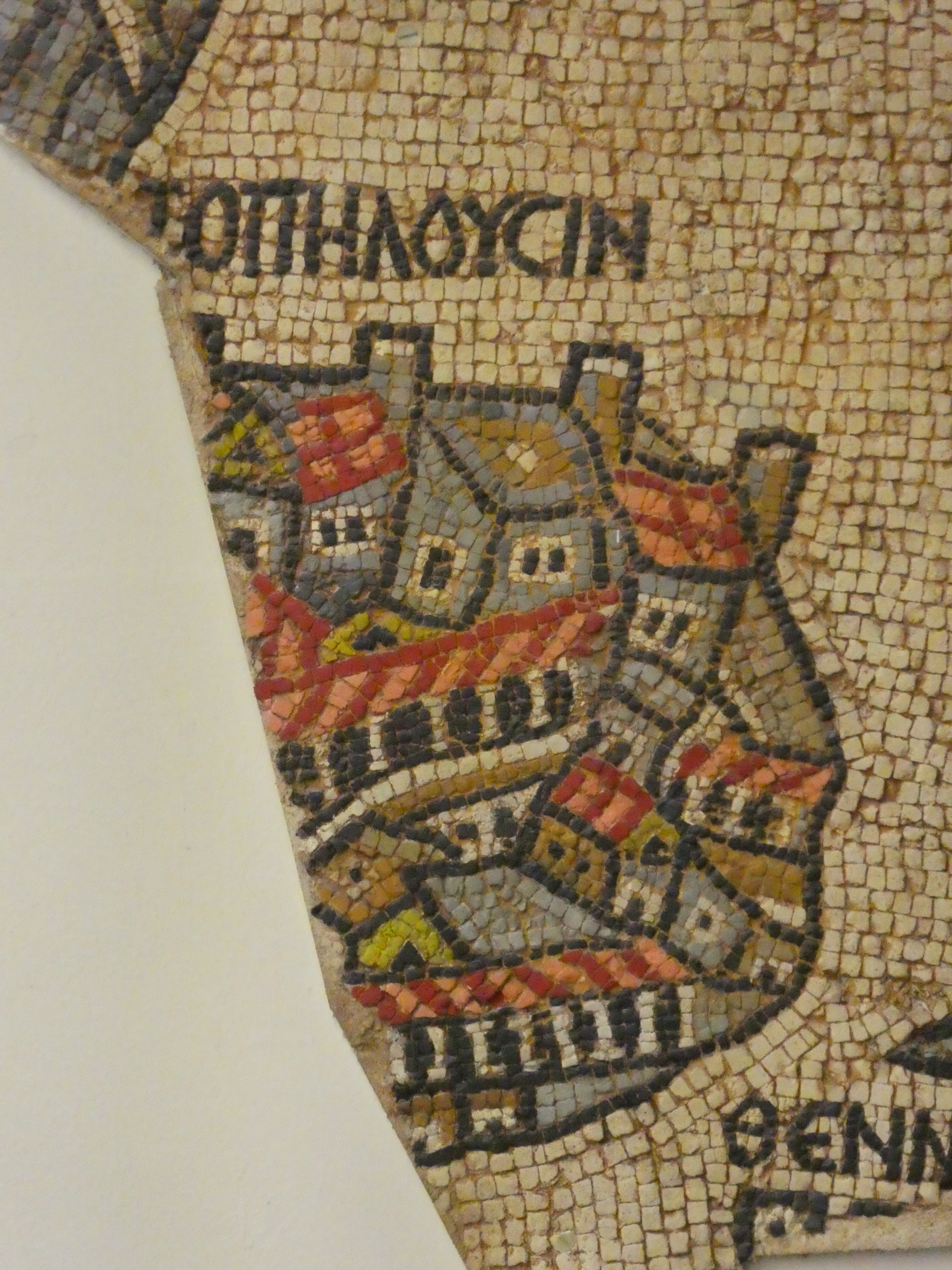
Pelusium
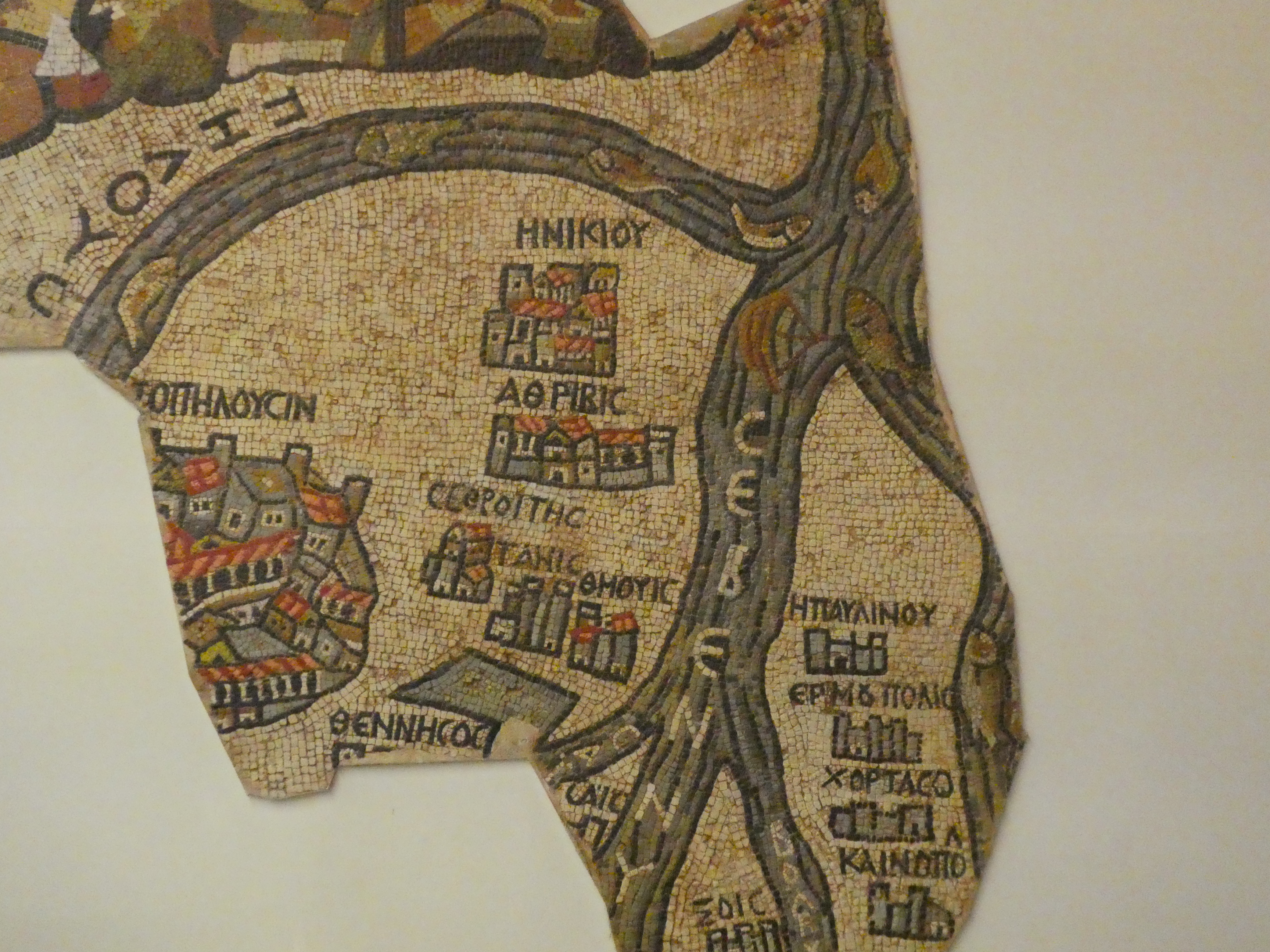
Nildelta
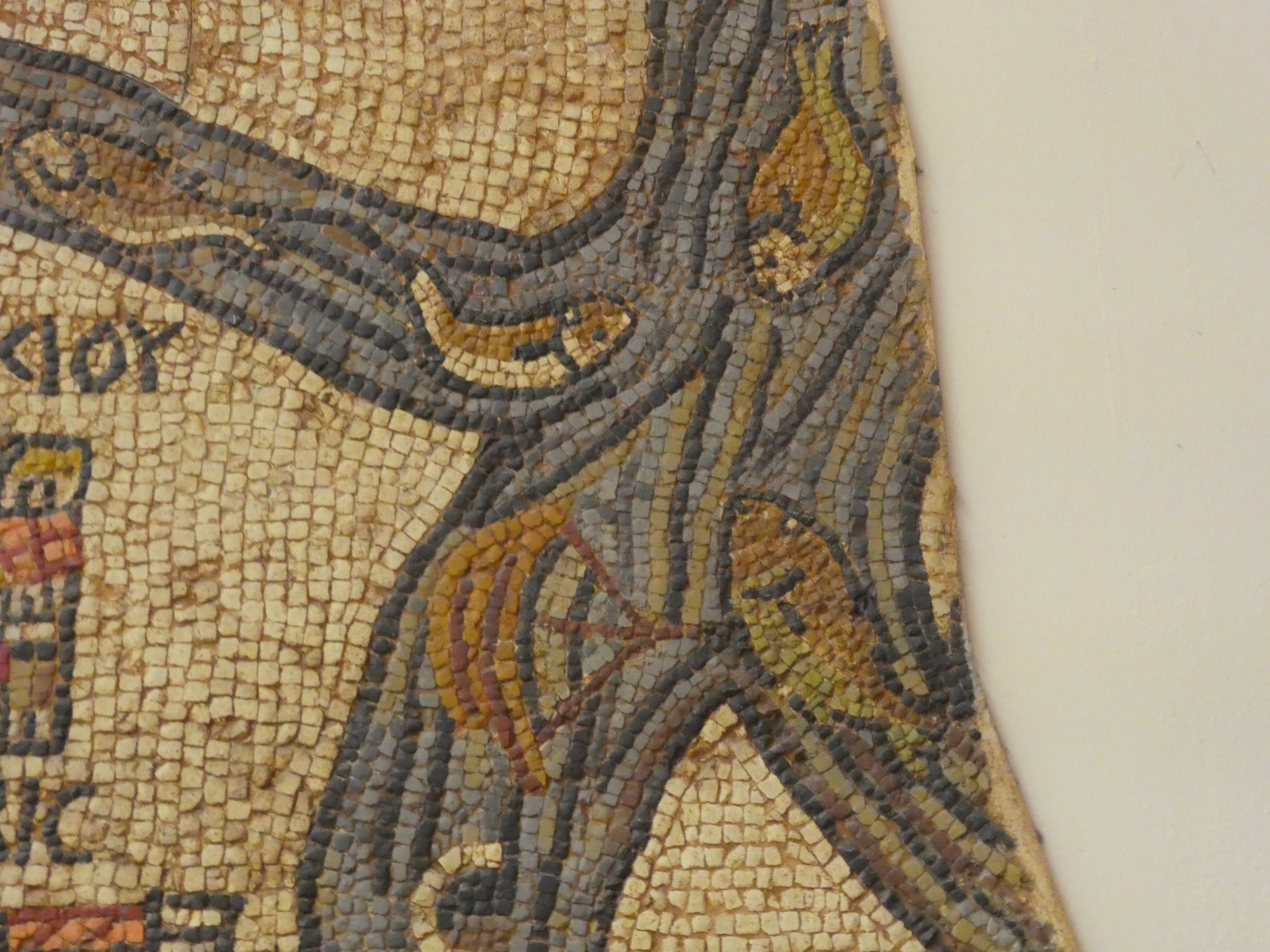
Schiff und Fische
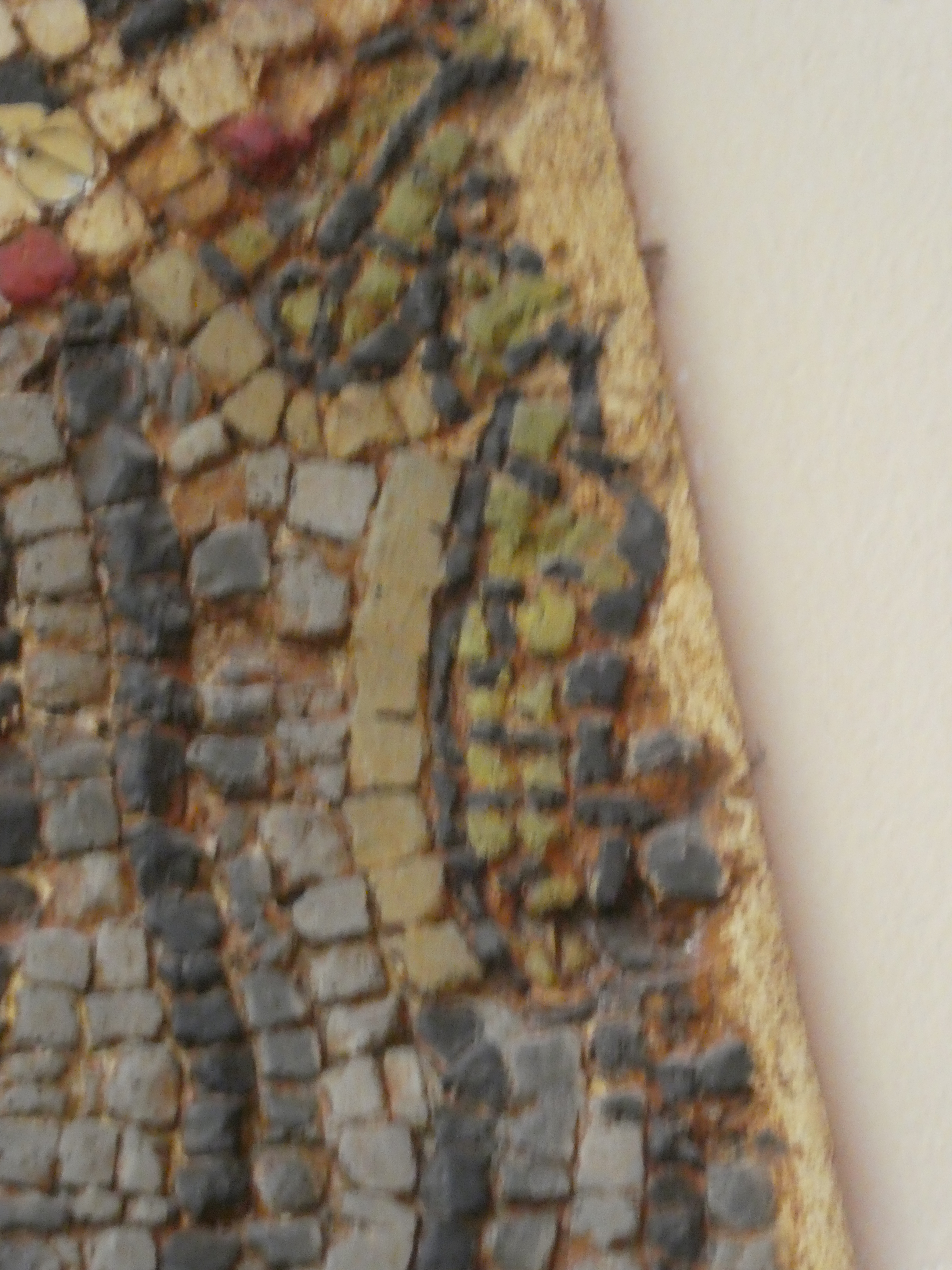
Nilkrokodil

## Erstellung des Mosaiks
Die Stadtvignette von Jerusalem zeigt die Nea-Theotokos-Kirche, die am 20. November 542 geweiht wurde. Damit ist ein Terminus post quem für die Mosaikkarte gegeben. Dass bestimmte aus Pilgerberichten des 7. Jahrhunderts bekannte Bauwerke nicht auf der Karte dargestellt sind, kann verschiedene Gründe haben, zum Beispiel Platzmangel. Deshalb legt sich Herbert Donner hinsichtlich eines spätestmöglichen Datums nicht fest. Michael Avi-Yonah vermutet eine Entstehung zwischen der Weihe der Nea-Theotokos-Kirche und dem Tod Justinians 565.
Der Auftraggeber der Mosaikkarte von Madaba ist unbekannt, vermutlich ein gelehrter Mönch oder Bischof. Peter Thomsen vermutete 1929, der Mosaizist sei ein gewisser Salamanios, der auf einem Mosaik der Apostelkirche von Madaba zusammen mit den drei Stiftern genannt wurde. Dass er hier seinen Namen nennen durfte, zeige, dass er ein berühmter Künstler gewesen sei. Diese These fand aber keine Zustimmung. Martin Noth erklärte es für müßig, dem Salamanios weitere Mosaiken zuschreiben zu wollen. Es habe in Madaba und Umgebung auch andere Mosaizisten gegeben.
Herbert Donner schätzt, dass drei Arbeiter unter Leitung des Mosaizisten gut ein halbes Jahr für die Anfertigung des Mosaiks gebraucht hätten. Über eine Million Tesserae aus Stein und Glas wurden in einer Bettungsmasse aus festem Kalkschlicker verlegt. Die Tesserae, die in einer großen Farbpalette zur Verfügung standen, waren nicht würfel-, sondern stiftförmig; bei einer Oberfläche von maximal zwei Quadratzentimetern waren sie etwa 6 Zentimeter lang. Für Menschen, Tiere, Pflanzen und innerstädtische Gebäude kamen kleinere Tesserae zur Anwendung. Anzunehmen ist, dass der leitende Mosaizist eine Vorzeichnung einritzte und dann als erstes strukturierende Linien gelegt wurden, etwa die Mittelmeerküste, die Ufer des Toten Meeres, der Jordan, der Nil mit seinen Armen und die Gebirgszüge. Dann wurden die Stadtvignetten und die längeren Inschriften gelegt, schließlich die kleinen Orte mit ihren Beschriftungen.

## Schäden und Erhaltungsmaßnahmen

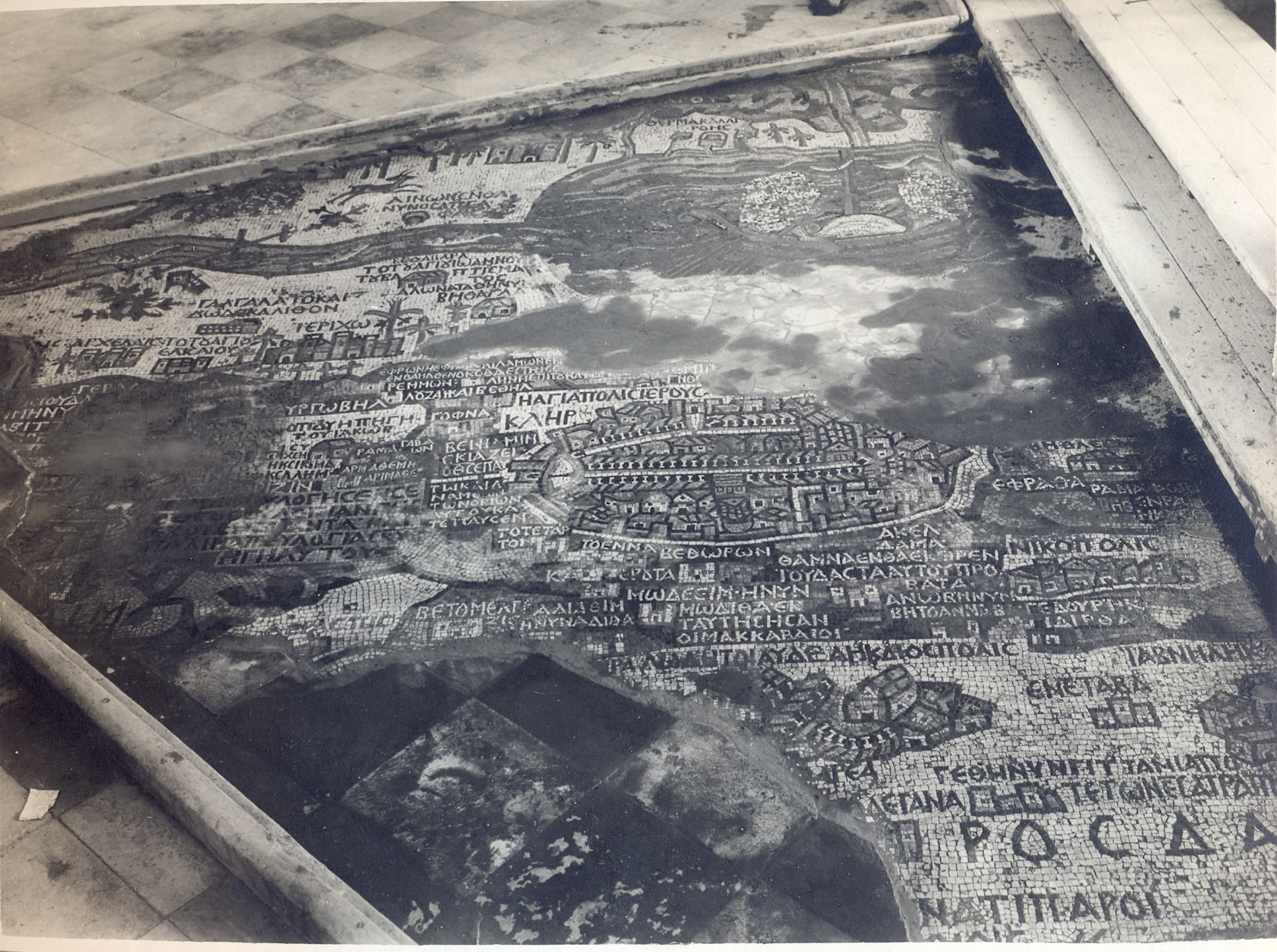
Madaba-Mosaik im Holzrahmen (1917)